# Prenzlau
Prenzlau is een stad in de Duitse deelstaat Brandenburg. De stad telt 18.849 inwoners (31 december 2020) op een oppervlakte van 142,96 km².
Het is de Kreisstadt van de Landkreis Uckermark. 

## Stadsindeling
- Stadhuis[2]

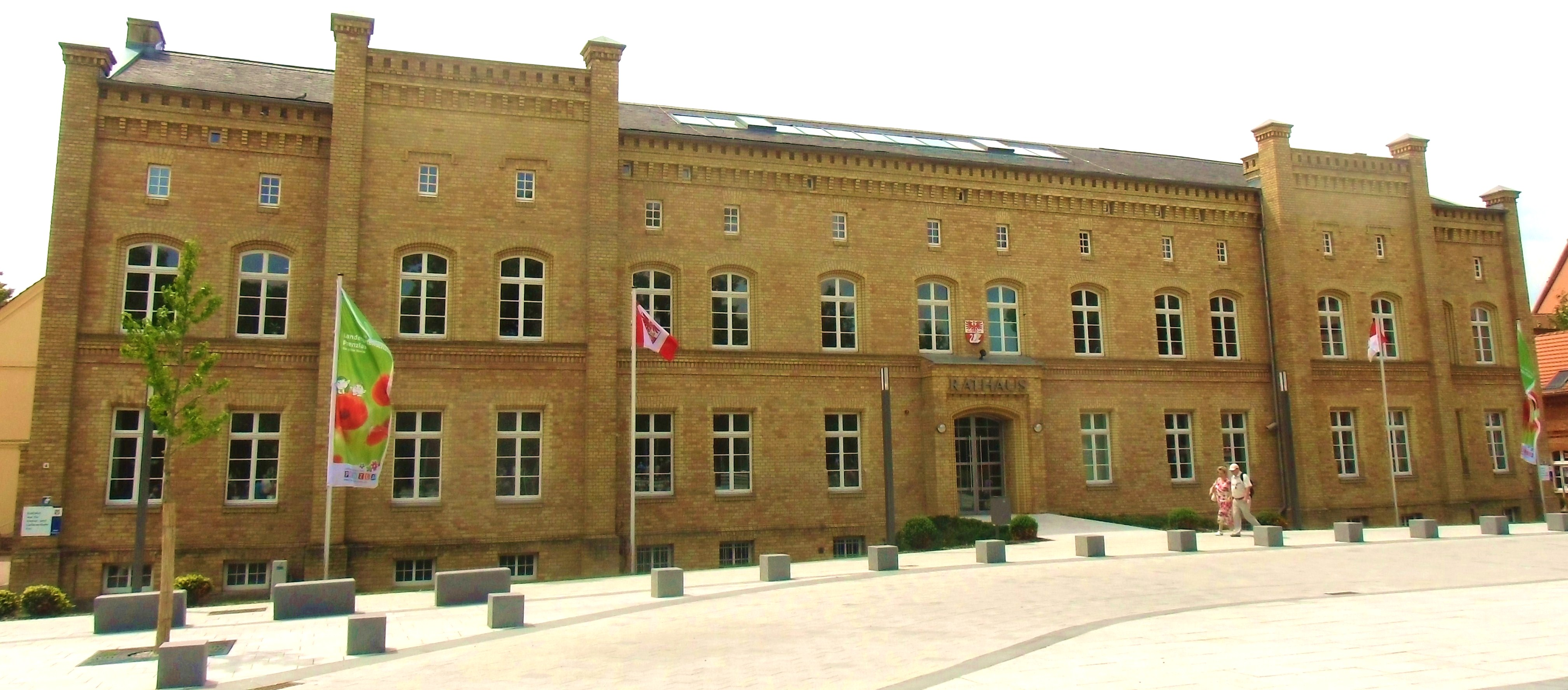
Stadhuis

De Stadt Prenzlau bestaat, volgens artikel 10 van haar hoofdgemeenteverordening (Hauptsatzung), uit de gelijknamige stad en uit de volgende Ortsteile:
- Alexanderhof, incl. Bündigershof en Ewaldshof
- Blindow
- Dauer
- Dedelow incl. Ellingen en Steinfurth
- Güstow incl. Mühlhof
- Klinkow incl. Basedow
- Schönwerder
- Seelübbe incl. Augustenfelde, Dreyershof en Magnushof

alsmede twee zogenaamde bewohnte Gemeindeteile:
- Stegemannshof
- Wollenthin.

### Bijzonderheden over dezeOrtsteile
Van west (W) naar zuidoost (ZO) rondom de stad, kloksgewijs; aantal inwoners ontleend aan de gemeentelijke website, onder Stadtvorstellung/ Orts- und Gemeindeteile; peildatum doorgaans 28 mei 2020:
- Güstow en Mühlhof, 5 km W; respectievelijk 134 en 102 inwoners;
- Klinkow en Basedow, 5 km NW; 167 inw.; een aanbevolen wandeling is die naar de heuvel Weinberg, met fraai panorama;
- Dedelow, met Ellingen en Steinfurth, 5-9 km NNW; 714 inw.; in de DDR-periode is Dedelow gemoderniseerd; een zeer groot agrarisch bedrijf, met melkvee en een groot areaal akkerland bestaat nog. Van het kasteel van de plaatselijke landheren, de familie Von Klützen, bestaat sedert 1945 nog slechts een ruïne.
- Schönwerder, 7 km N; 383 inw.; de dorpskerk bevat een fraai 17e-eeuws Lijdensaltaar van houtsnijwerk.
- Dauer, 9 km NO; 163 inw.; het dorpskerkje heeft een 18e-eeuws barok interieur; bij het dorpje staat een windmolenpark.
- Blindow, 3 km NO; 170 inw.; het dorpje bestaat reeds sinds 1269.
- Alexanderhof, 4 km OZO; 300 inw.;
- Seelübbe, 5½ km ZO; 158 inw.; aan de Unteruckersee.

## Geografie, infrastructuur

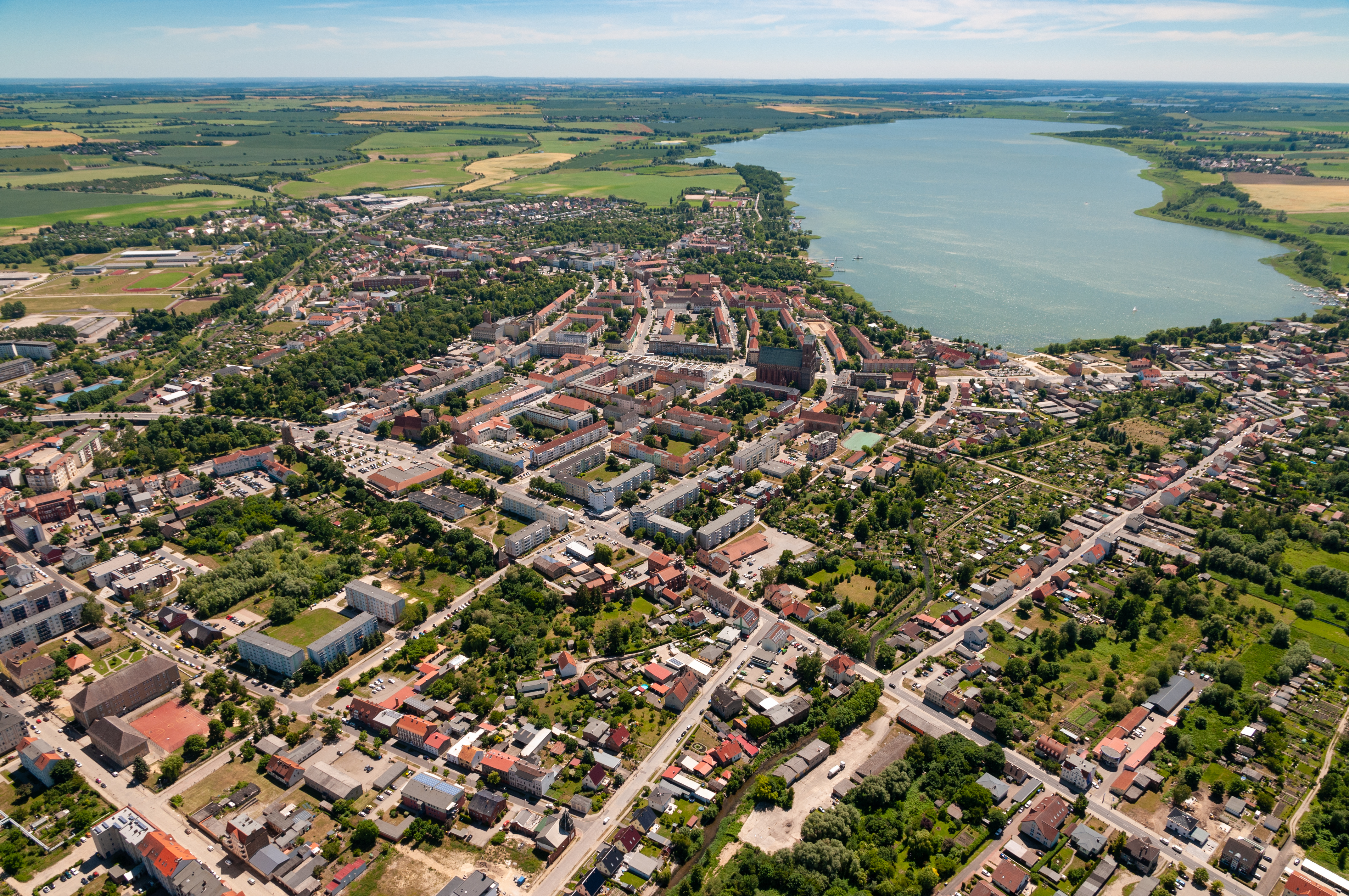
Luchtfoto van Prenzlau, 2006
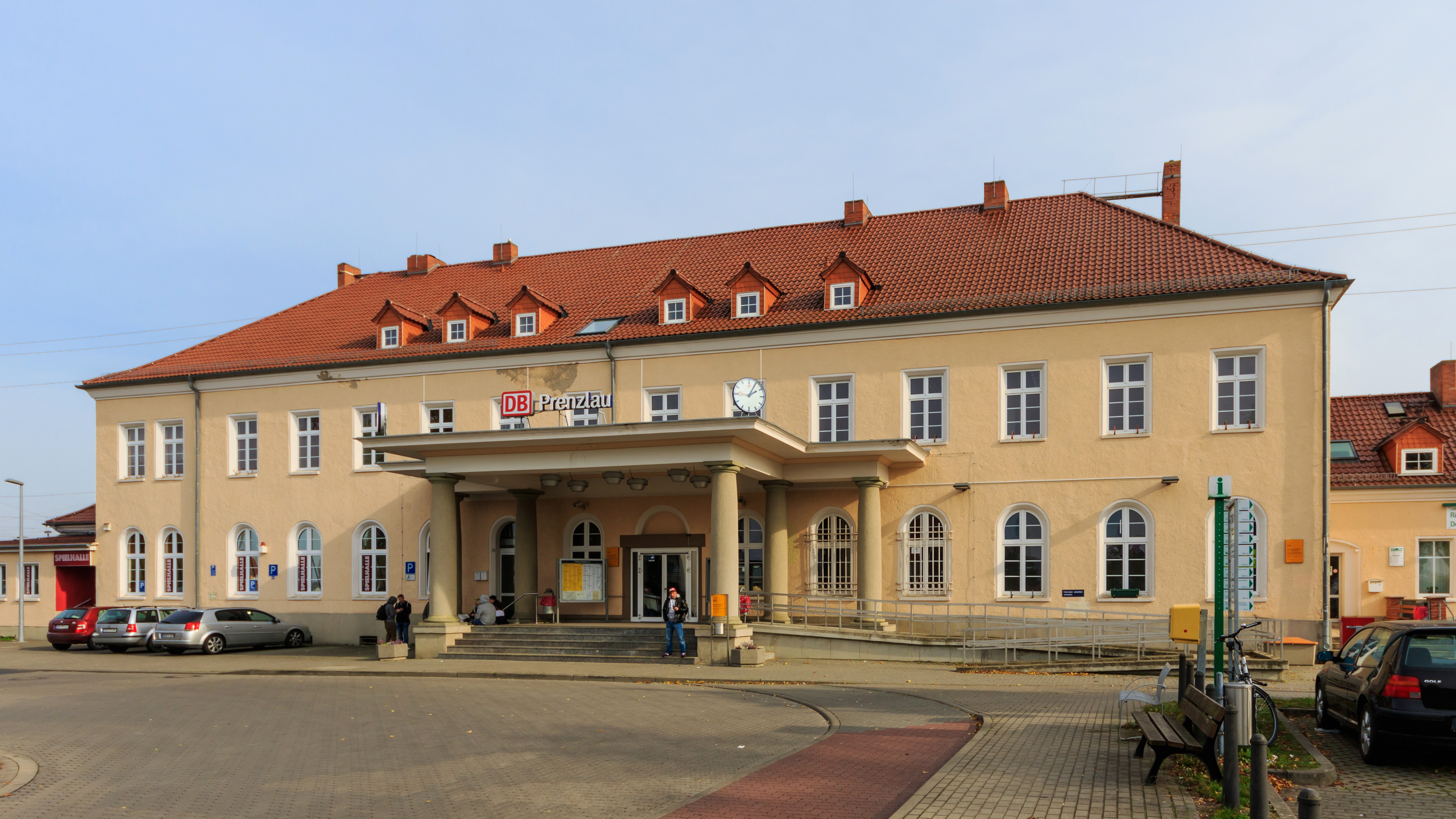
Station
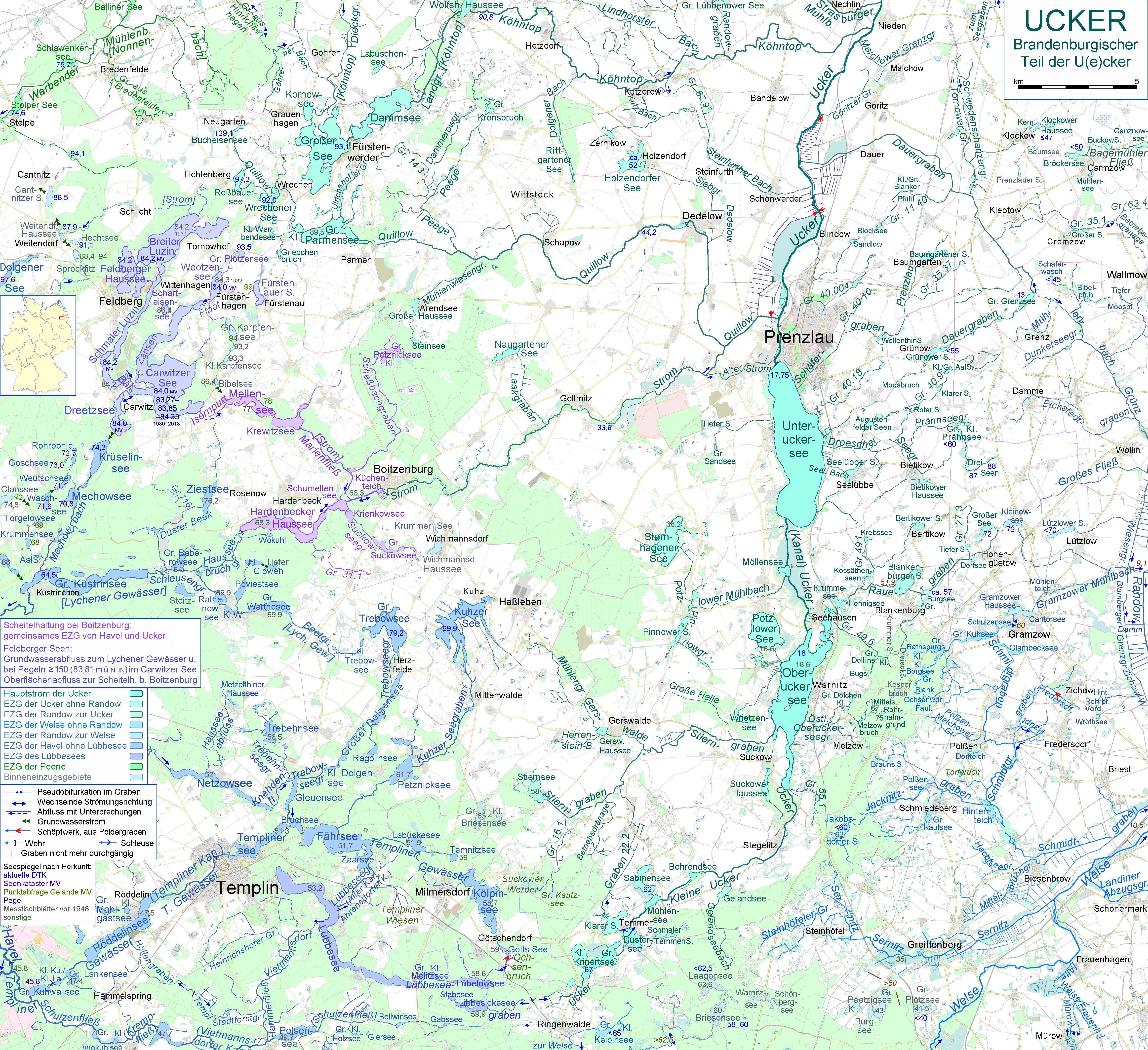
Waterwegen in de streek rondom Prenzlau
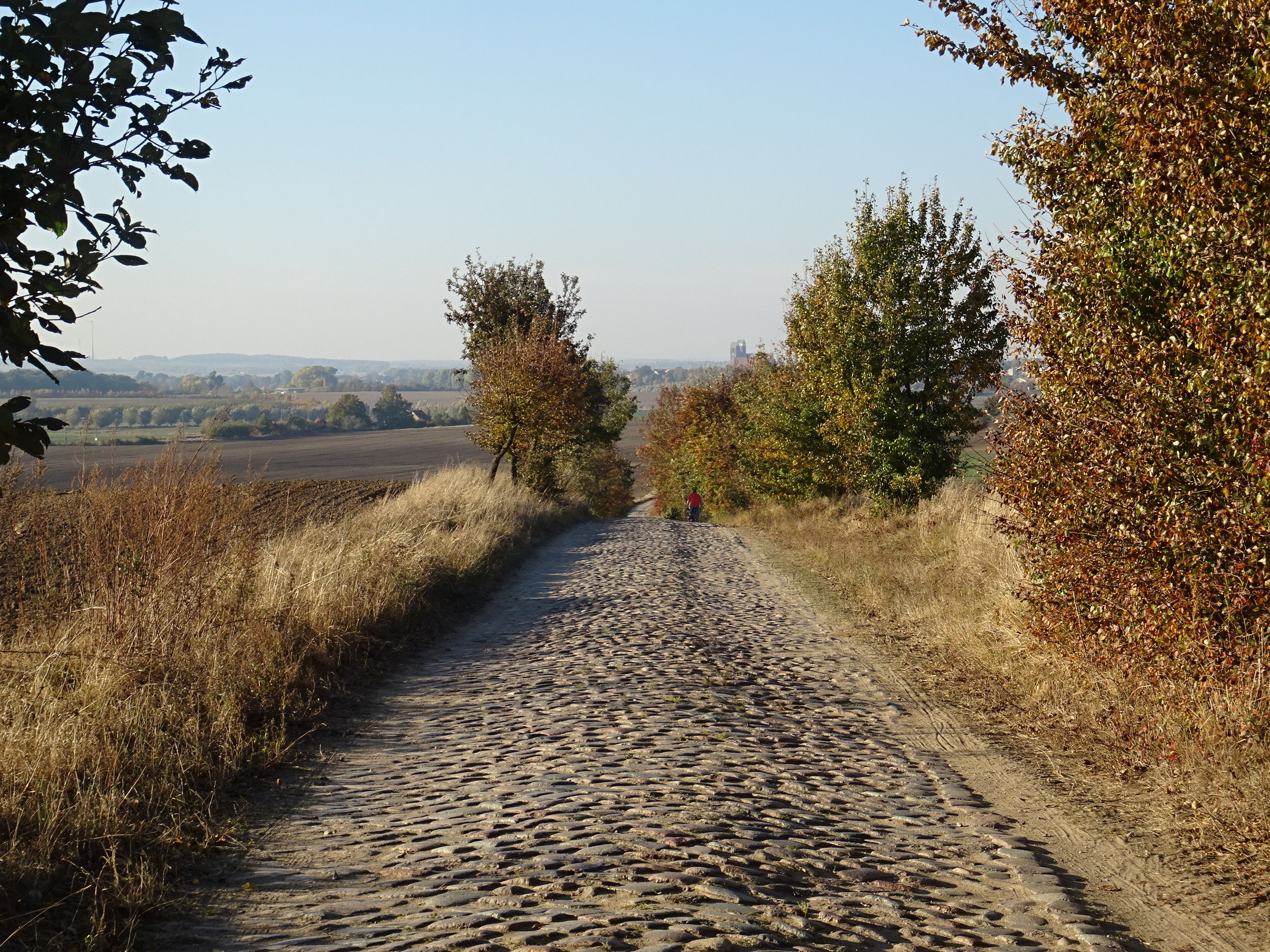
Voor de streek typisch landschap met kasseiweggetje[4] Prenzlau-Seelübbe

Prenzlau ligt in een Uckermark genaamde landstreek. Het landschap is vlak tot licht golvend. Veel van het land is in agrarisch gebruik.

Ten zuiden van de stad ligt een meer, de 10,3 km² grote Unteruckersee, waarvan de waterspiegel ongeveer 17½ meter boven zeeniveau ligt. De Unteruckersee ontstond in het late Pleistoceen uit een zogenaamd tunneldal. De door dit meer heen en verder van zuid naar noord stromende rivier de Ucker doorsnijdt de gemeente; de Ucker is echter alleen bevaarbaar voor kleine plezierbootjes en kano's.

### Verkeer
In de stad kruisen de Bundesstraße 109 en de Bundesstraße 198 elkaar. Acht kilometer ten oosten van Prenzlau, aan het eind van een binnenweg vanuit het stadje, ligt afrit 38 van de Autobahn A 20.
Ten zuidoosten van de stad loopt de Autobahn A 11. Op afrit 6 bij Gramzow kruist de B 198 de A 11. Van Prenzlau naar deze afrit is het 10 km rijden, Gramzow zelf ligt nog 3 km verder zuidoostwaarts. Twee kilometer ten noordoosten van de afrit Gramzow kruist de A 11 op Kreuz Uckermark de Autobahn A 20.
Prenzlau heeft een station aan de spoorlijn Angermünde - Stralsund, ruim 30 km ten noorden van Angermünde. Op Station Angermünde kunnen treinreizigers overstappen op treinen naar Berlijn en Szczecin (Stettin) in Polen; incidenteel rijden de treinen zonder overstap in Angermünde via Berlin Hbf door naar Frankfurt Hbf. De stad is d.m.v. streekbussen verbonden met o.a. Schwedt en Templin.

## Economie

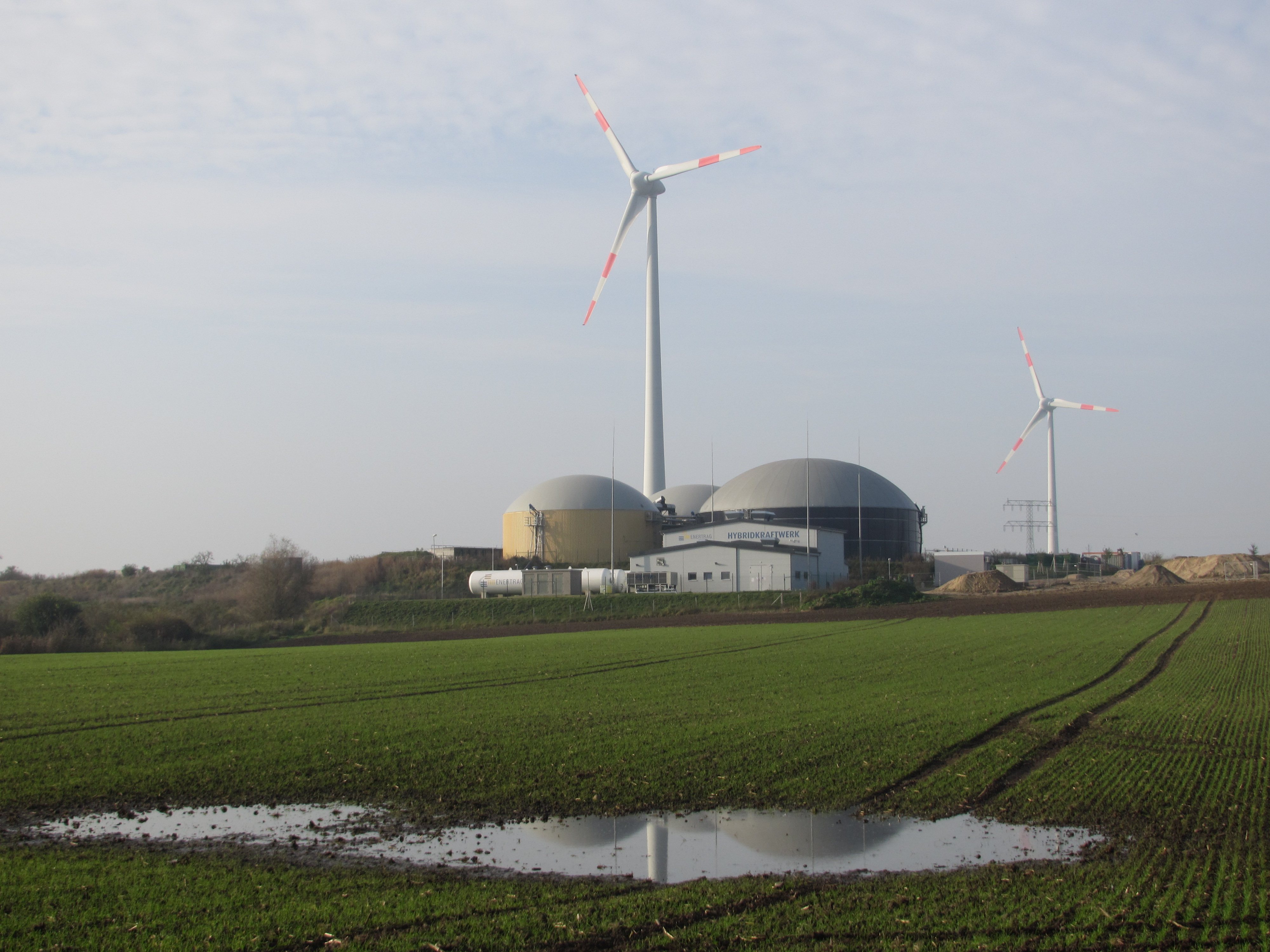
Hybridkraftwerk
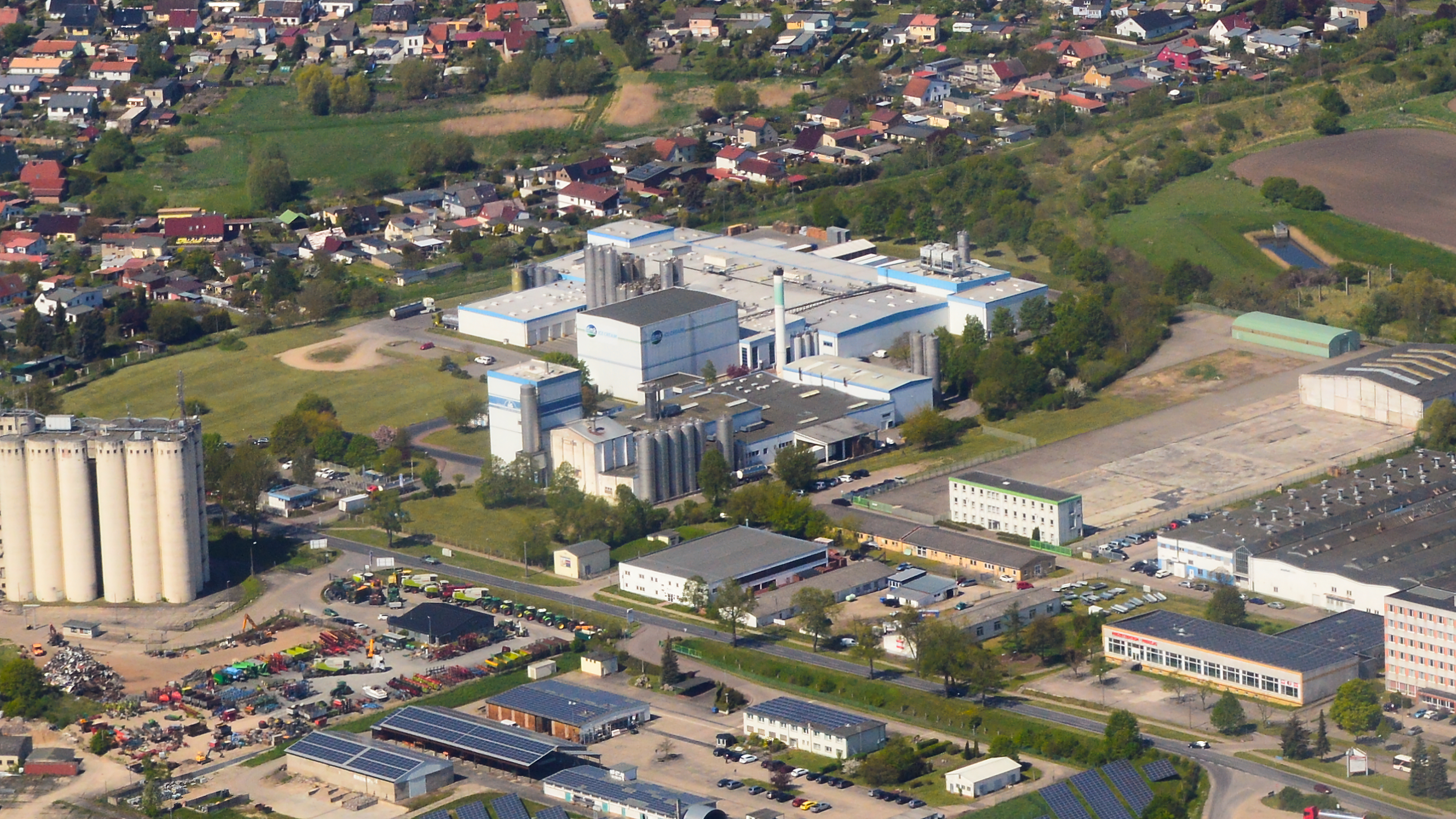
De melkfabriek kort vóór de inkrimping in 2023
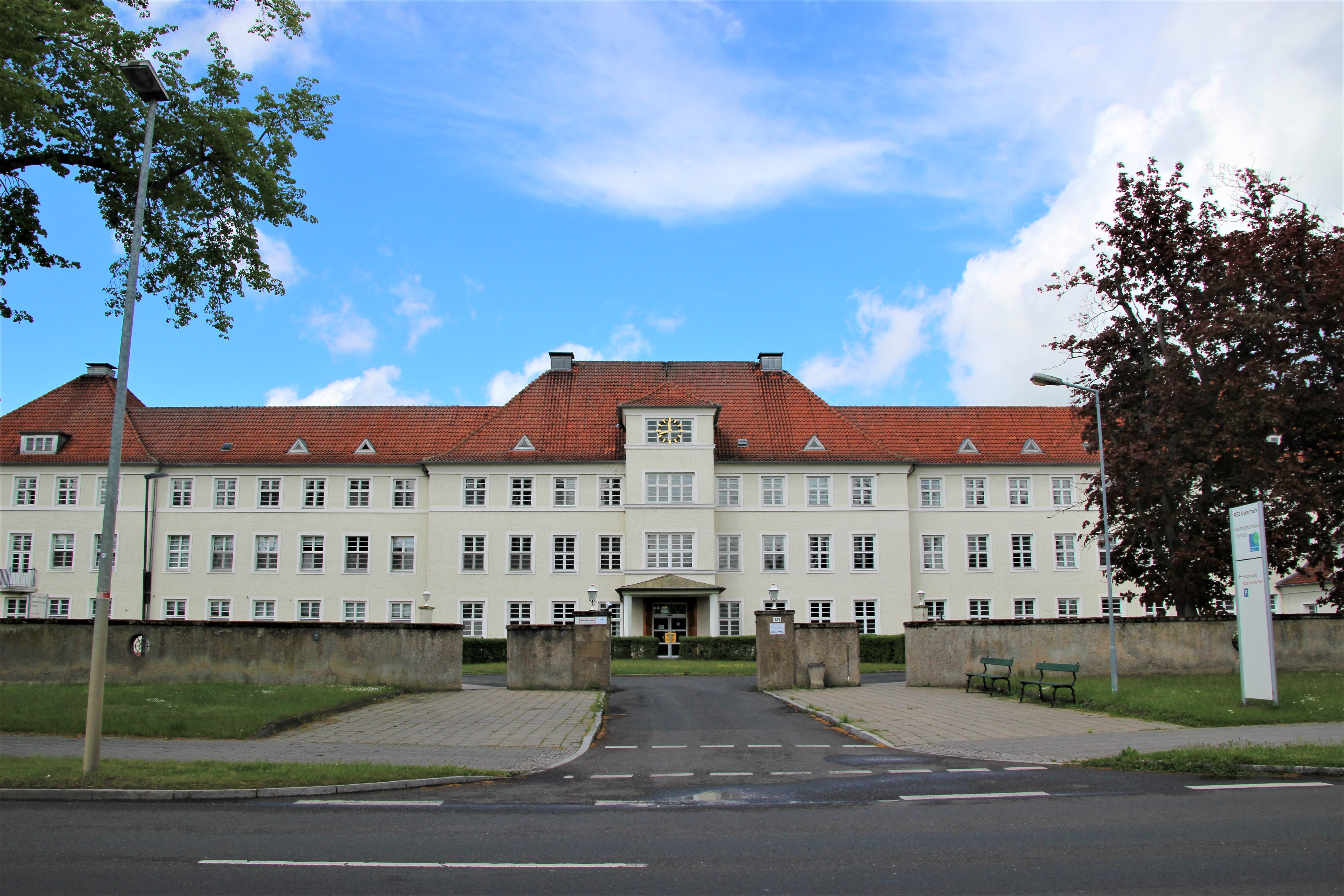
Ziekenhuis

De grootste fabrieken in de stad zijn een producente van zonnepanelen en een zogenaamde Molkerei, een fabriek van melkproducten, ook conform de islamitische (halal) en joodse (koosjer) spijswetten. In 2023 moest dit zuivelbedrijf wegens onvoldoende rentabiliteit de productie van consumptie-ijs beëindigen. Naast de melkfabriek staat een al sinds de DDR-periode bestaand bedrijf, dat ventielen en soortgelijke onderdelen voor vloeistofstromen en koeltechniek produceert; de afnemers van deze onderneming zijn vrijwel uitsluitend andere fabrieken.
Bij Prenzlau staat het in 2011 in gebruik genomen zogenaamde Hybridkraftwerk, een elektriciteitscentrale, die hybride is, d.w.z. verschillende energiebronnen gebruikt om stroom op te wekken, in dit geval waterstof en biogas.
Aan de noordwestkant (langs de spoorlijn; o.a. de zonnepanelenfabriek) en de noordoostkant van Prenzlau (o.a. de melkfabriek) liggen twee tamelijk grote bedrijventerreinen. Hier zijn veel middelgrote en kleine bedrijven van voornamelijk regionale en plaatselijke betekenis gevestigd, alsmede detailhandel (DHZ-zaken, garages, supermarkten). 
Het zuidoosten van het stadscentrum wordt ingenomen door een kazerne van de Bundeswehr en een groot zonnepanelenpark.
Prenzlau is een Kreisstadt en dus is er een aantal regionale, ambtelijke instanties gevestigd. Ook zetelt er in de stad een Amtsgericht. Het stedelijke ziekenhuis is een belangrijke werkgever.
Door de aanwezigheid van een bezienswaardige oude binnenstad en de nabijheid van het toeristisch aantrekkelijke gebied Mecklenburger Seenplatte is het toerisme van toenemend belang voor de economie van de stad.

## Geschiedenis
Reeds vóór het begin van de jaartelling, zoals uit archeologisch onderzoek is gebleken, was de locatie van het huidige Prenzlau door mensen bewoond. Tot en met de 12e eeuw was het gebied door overwegend Slavische volkeren bewoond. In de 13e eeuw ging het gebied deel uitmaken van het Hertogdom Pommeren. Hertog Barnim I uit het Huis Greifen verleende aan het reeds bloeiende marktplaatsje Prenczlau in 1234 het Duitse stadsrecht. Reeds in 1250 waren er vier parochiekerken en een klooster met kerk in de stad Prenzlau. In of vóór 1287 was Prenzlau omgeven door een stenen stadsmuur. De stad was tot en met de 14e eeuw een welvarende handelsstad. Men dreef ook handel met steden en kooplieden van de Hanze, maar een Hanze-lidmaatschap van Prenzlau is waarschijnlijk nooit tot stand gekomen. Vanaf 1426 werd Prenzlau weer Brandenburgs; tot 1320 had de Uckermark hier ook al toe behoord, maar in de tussenliggende eeuw was het gebied regelmatig van heer gewisseld. In de 16e eeuw vond de Reformatie plaats; de bevolking ging massaal tot het evangelisch-lutherse protestantisme over. Tot op de huidige dag zijn de meeste christenen in en om Prenzlau deze gezindte toegedaan. De in dit artikel genoemde kerkgebouwen zijn, tenzij anders vermeld, ook nog steeds evangelisch-luthers. De Dertigjarige Oorlog (1618-1648) veroorzaakte veel ellende in de streek en de bevolking nam zeer sterk af. Een herstelperiode, o.a. bewerkt door immigratie van nijvere hugenoten en door de bouw van kazernes voor verschillende legeronderdelen, eindigde door de Zevenjarige Oorlog (1756-1763); de armoede was tot vèr in de 19e eeuw aanzienlijk. In 1832 werd voor de niet onbelangrijke Joodse gemeente in de stad een synagoge gebouwd.
In 1863 verkreeg Prenzlau aansluiting op het spoorwegnet. Het station werd een knooppunt van spoorlijnen naar Stralsund en Angermünde (die nog bestaan) en naar diverse andere plaatsen in de regio, waaronder Templin; die kleine spoorlijnen bestaan, als gevolg van sluiting door onvoldoende rentabiliteit, geen van alle meer.
In 1872 werd in Prenzlau, waar de boeren op de omliggende akkers op grote schaal suikerbieten waren gaan verbouwen, een suikerfabriek geopend. 

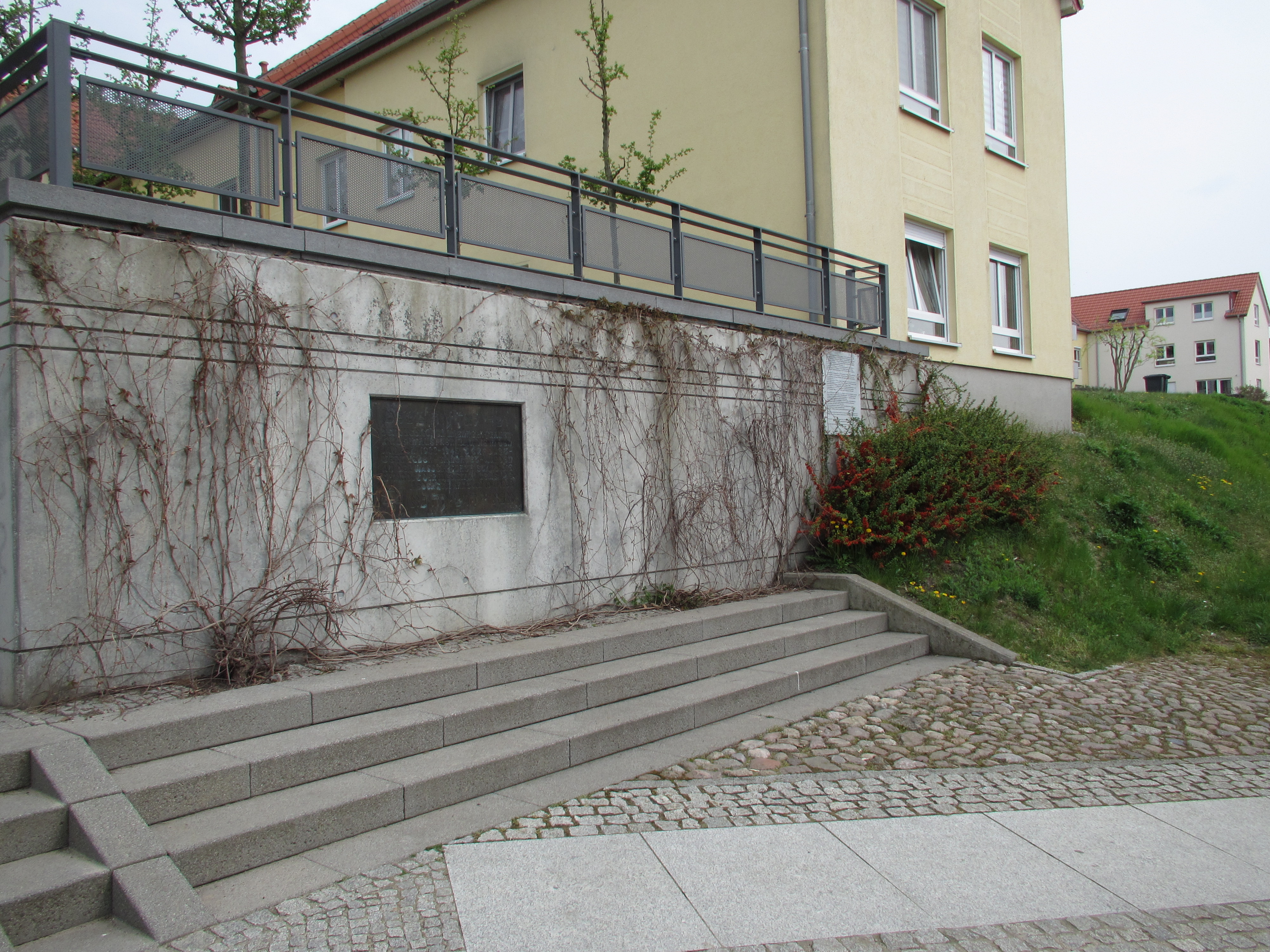
Gedenkplaquette voormalige synagoge, Prenzlau
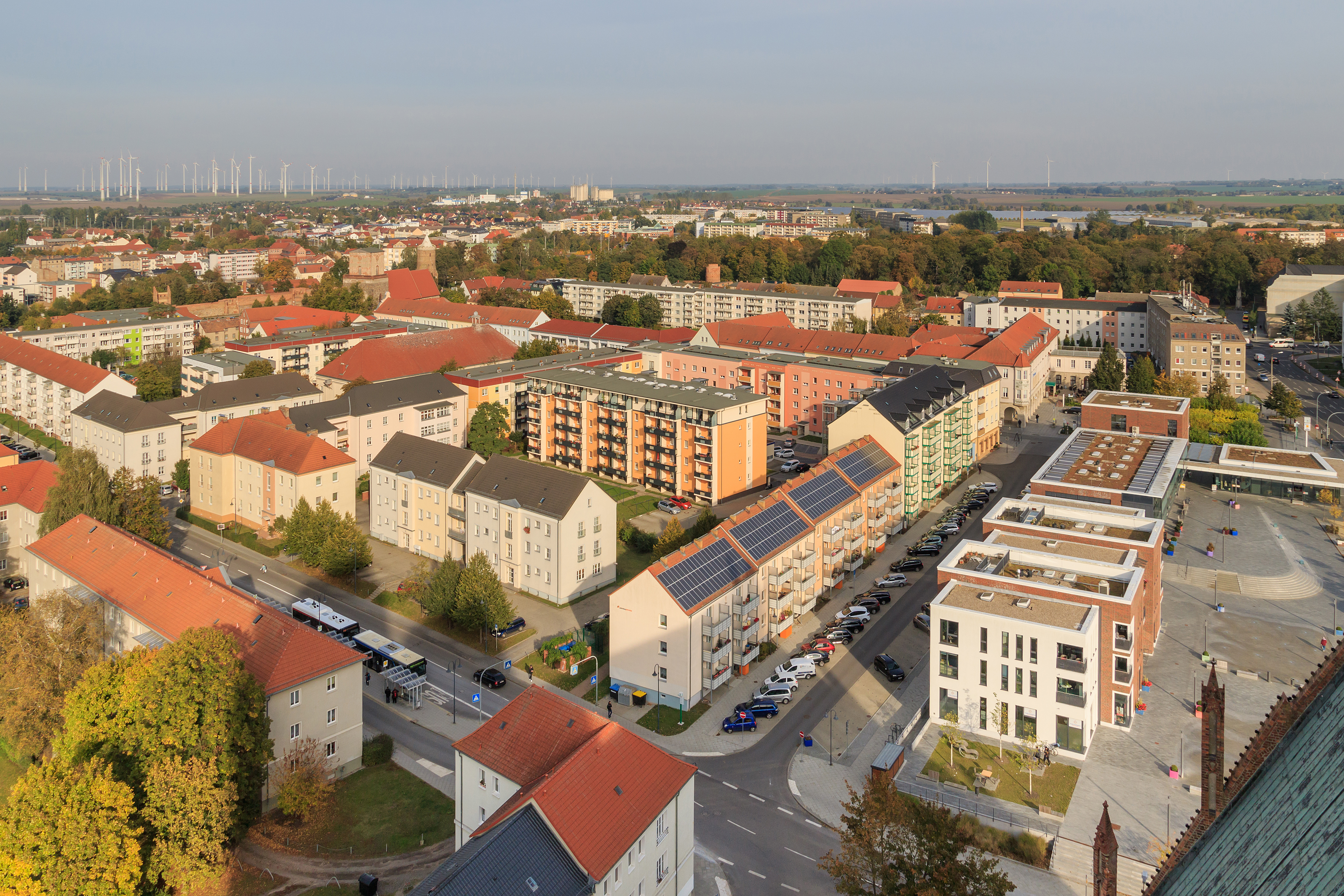
In de DDR-periode ontstane woongebouwen in Prenzlau

In november 1938 begon met de verwoesting van de synagoge tijdens de Kristallnacht de gruwelijke jodenvervolging en -uitmoording door de nazi's. Een gedenkplaquette aan een gebouw, waar ooit de synagoge stond, herinnert hier nog aan. Eind april 1945, aan het eind van de Tweede Wereldoorlog, werd de stad veroverd en grotendeels verwoest door het Rode Leger en kwam in de Sovjet-bezettingszone in Duitsland te liggen.
Van 1949 tot 1990 lag Prenzlau in de DDR. De stad werd vanaf 1952 hersteld, en vervolgens uitgebreid met nieuwe woonwijken met flats in Plattenbau. In de stad was een grote fabriek gevestigd, een van de 16 filialen van de VEB Armaturenwerk. Deze fabriek produceerde kranen, afsluiters en soortgelijke metalen onderdelen. Dit bedrijf is, in afgeslankte vorm, tot op de huidige dag blijven voortbestaan. Andere bedrijven, waaronder de suikerfabriek, waren naar westerse maatstaven na de Duitse hereniging in 1990 niet meer rendabel en moesten de poorten sluiten. Een deel van de bevolking trok naar andere delen van Duitsland weg; dit verklaart de daling van het bevolkingscijfer tussen 1985 en 2020 met 7.000 personen (van 26.000 tot 19.000). Delen van de flatwijken uit de DDR-periode zijn gesloopt, andere gerenoveerd.

## Bezienswaardigheden, toerisme
- Prenzlau is rijk aan historische, ten dele nog middeleeuwse, monumentale gebouwen, waaronder ten minste vijf oude kerken.
  - Het hoogste gebouw van de stad is de Mariakerk, gebouwd in de stijl der Noord-Duitse baksteengotiek. De ene toren is 68 meter hoog.
  - Het voormalige, 13e-eeuwse, dominicanenklooster, waarvan de tweede Nikolaikirche (Sint-Nicolaaskerk) de kloosterkerk is, herbergt o.a. het stedelijke historische museum en de stedelijke openbare bibliotheek.
  - Van de eerste Sint-Nicolaaskerk (Alte Nicolaikirche) resteert alleen het westwerk nog, met één toren. De rest van deze kerk stortte in en werd gesloopt; wanneer dat gebeurde, is niet meer bekend, maar het was zeker vóór 1650.
  - Van de historische stadsommuring is 1.400 meter bewaard gebleven, waaronder 6 torens.
- De stad beschikt over relatief veel toeristische faciliteiten, waaronder hotels, een grote jeugdherberg, een grote camping enz.
- Aan de Unteruckersee aan de zuidkant van de stad zijn enige watersportfaciliteiten, zoals haventjes, aanwezig. Incidenteel worden in de zomer rondvaarten over het meer aangeboden. Bij het meer begint een educatieve wandelroute.
- Prenzlau ligt aan een druk gepromote langeafstands-fietsroute Berlijn-Usedom.
- De meeste van de rondom Prenzlau gelegen Ortsteile bezitten een 13e-eeuws dorpskerkje, in enkele gevallen met binnenin een bezienswaardig altaarstuk.

## Afbeeldingen

### Kerkgebouwen e.d.

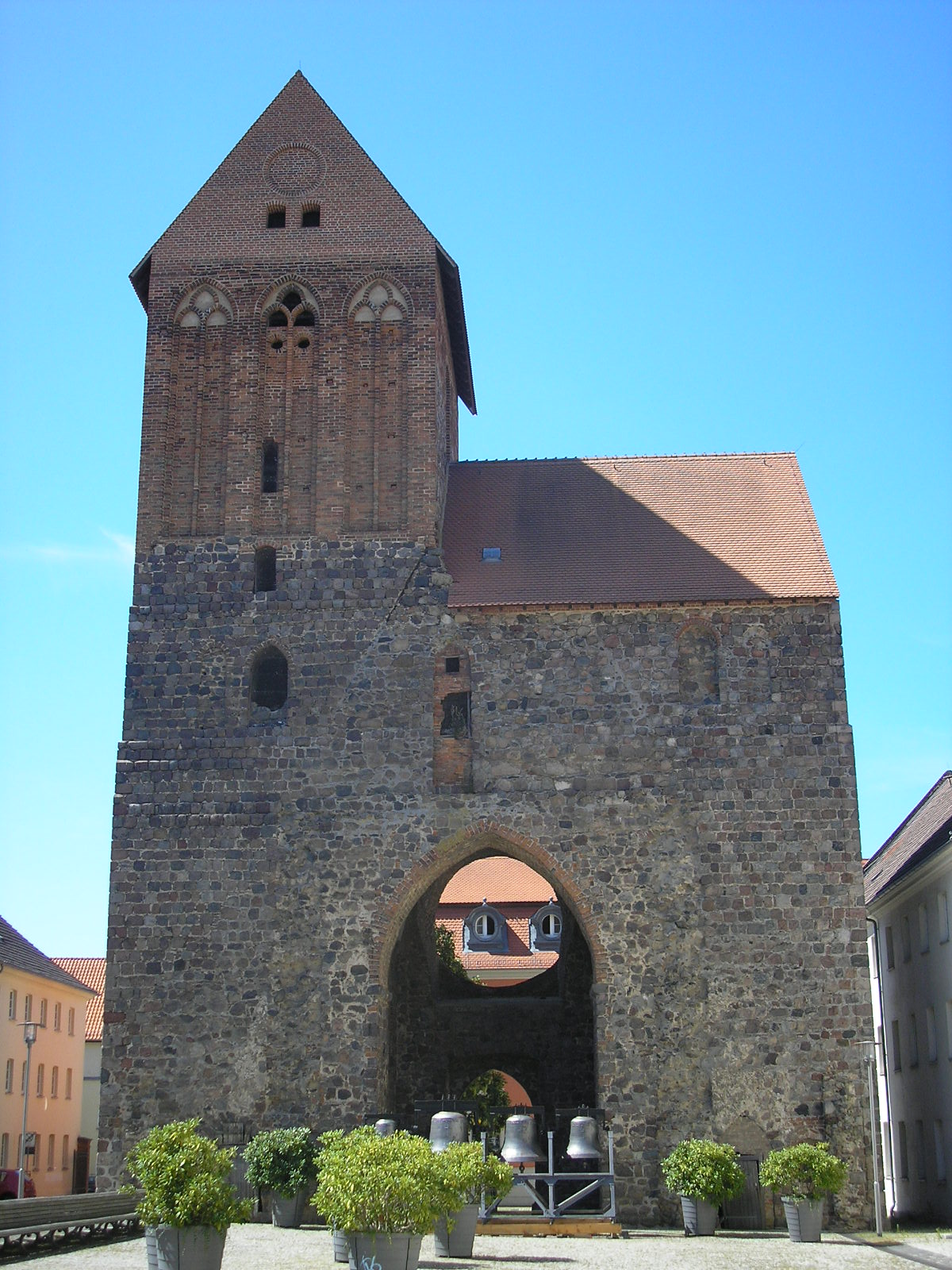
Westwerk van de oude Nikolaikirche (Sint-Nicolaaskerk)
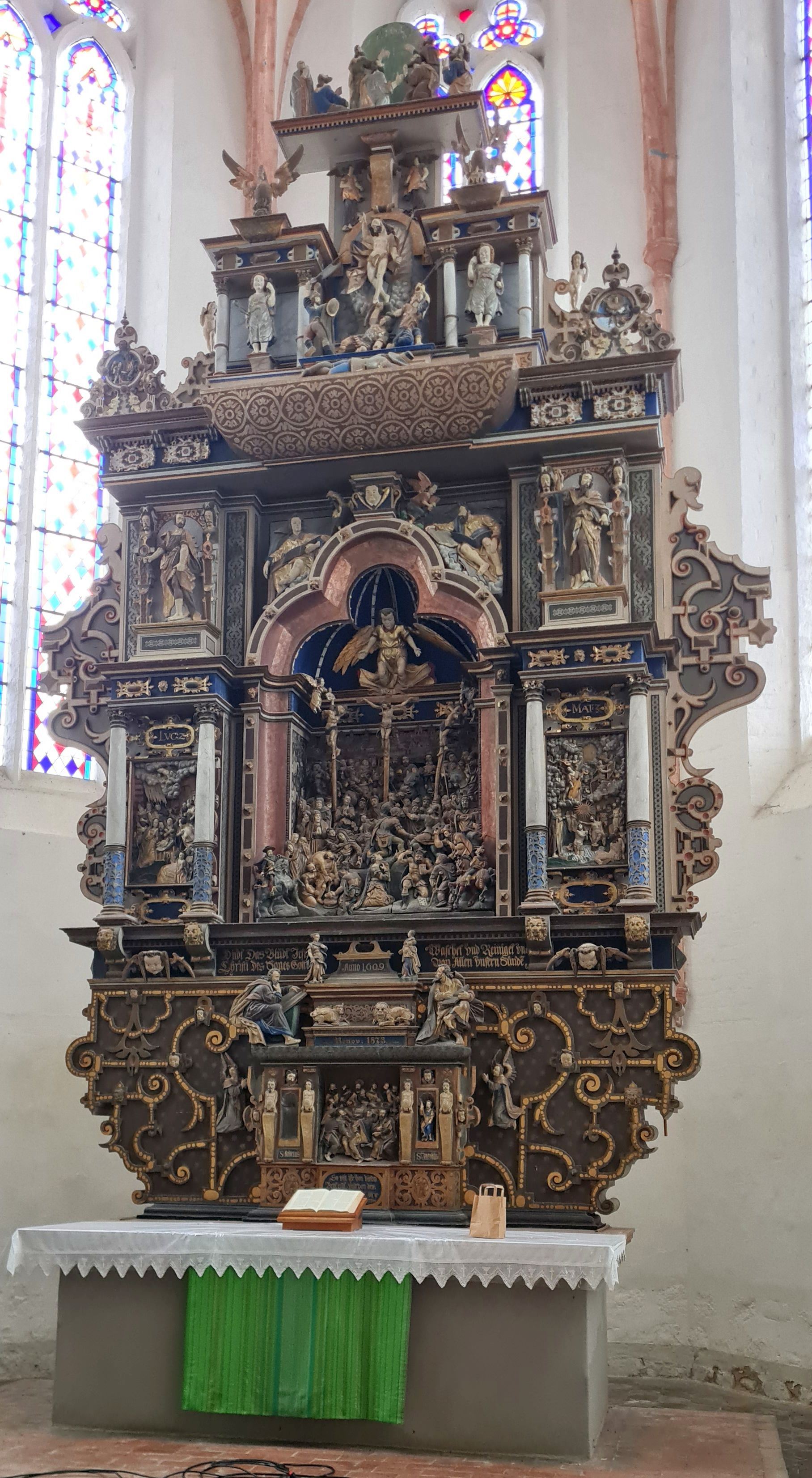
Altaarstuk (1609) in deze kerk
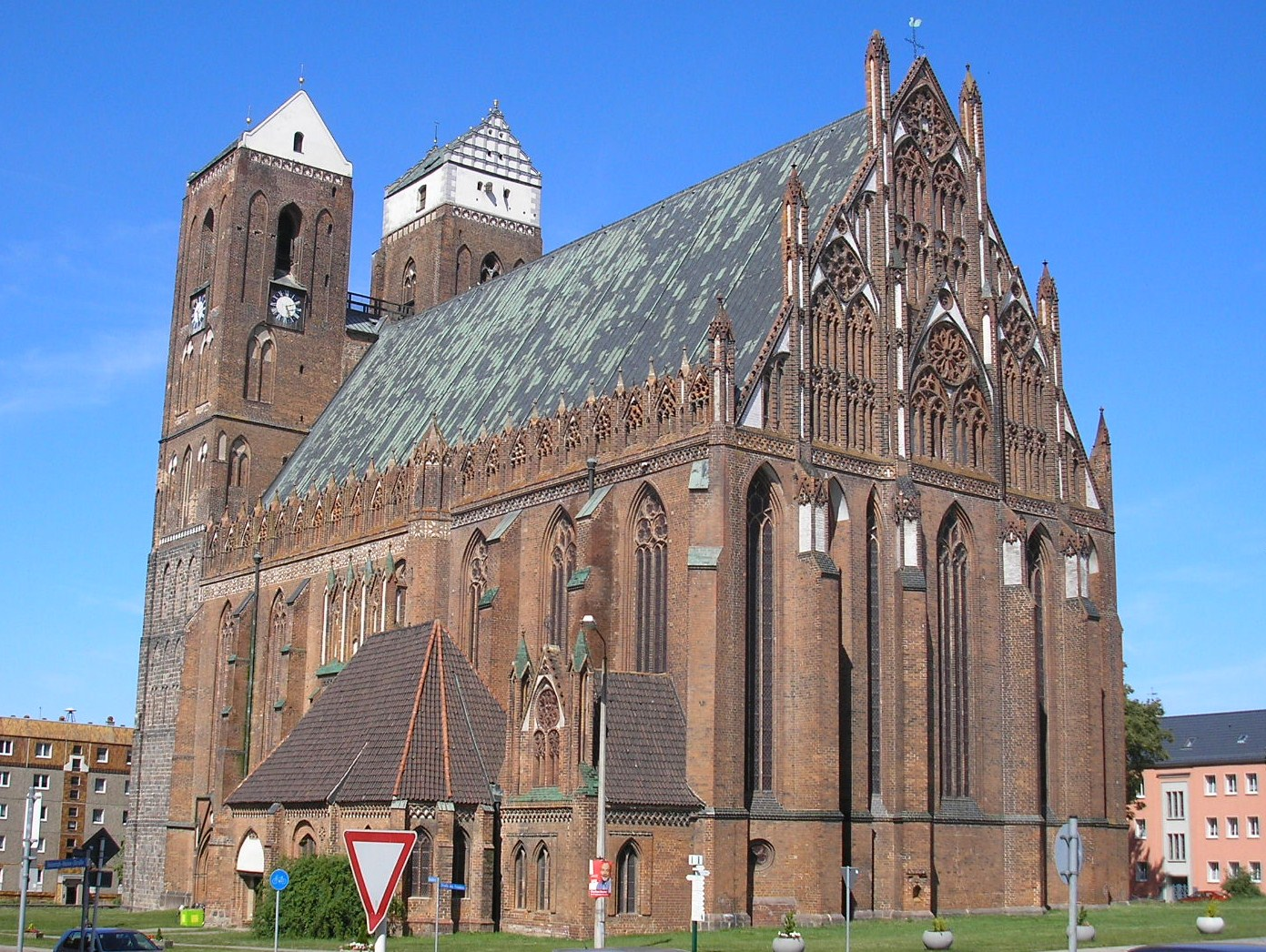
Mariakerk (Marienkirche)
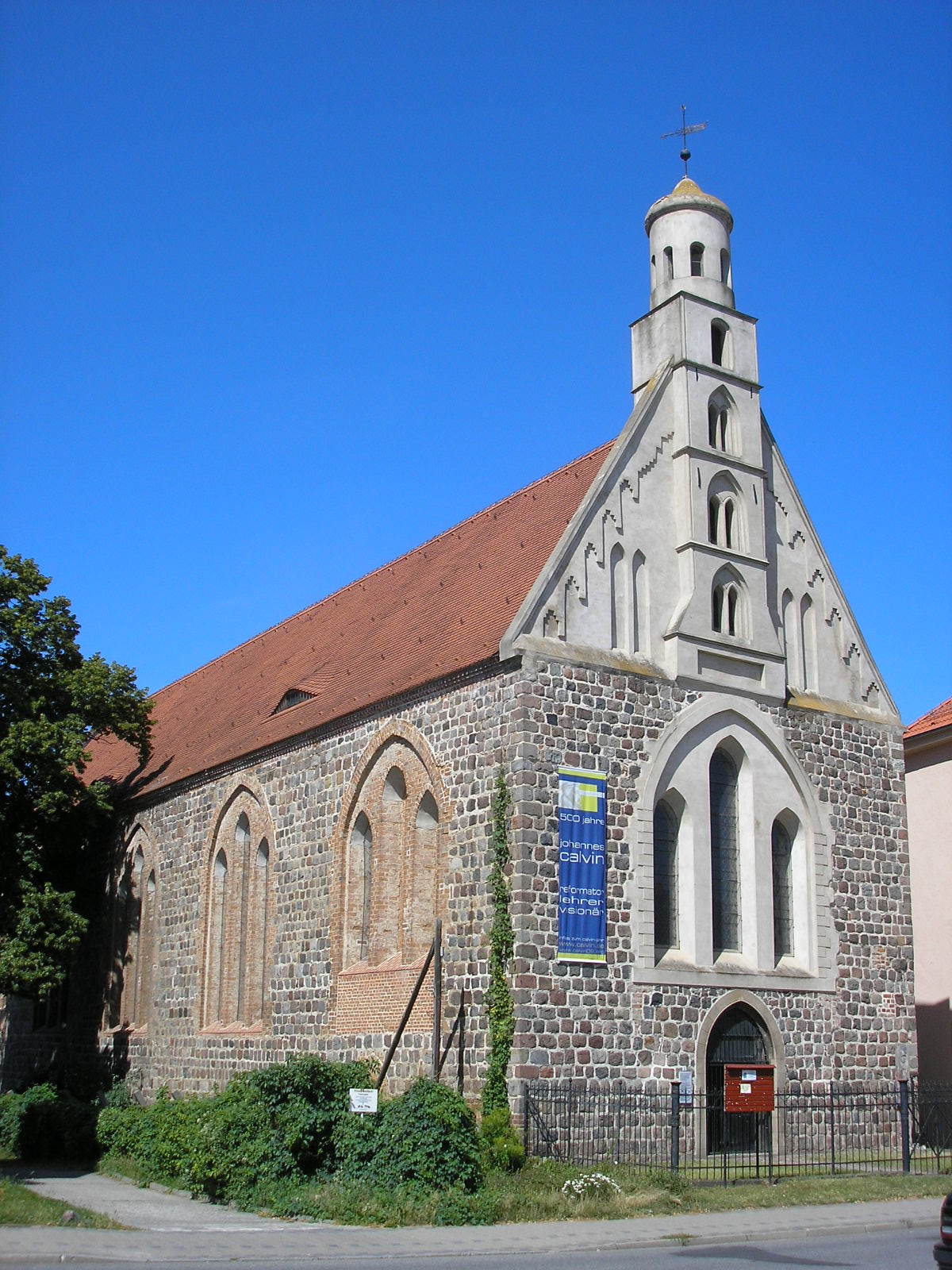
Voormalige Franciscanenkerk of H. Drievuldigheidskerk, evangelisch-gereformeerd
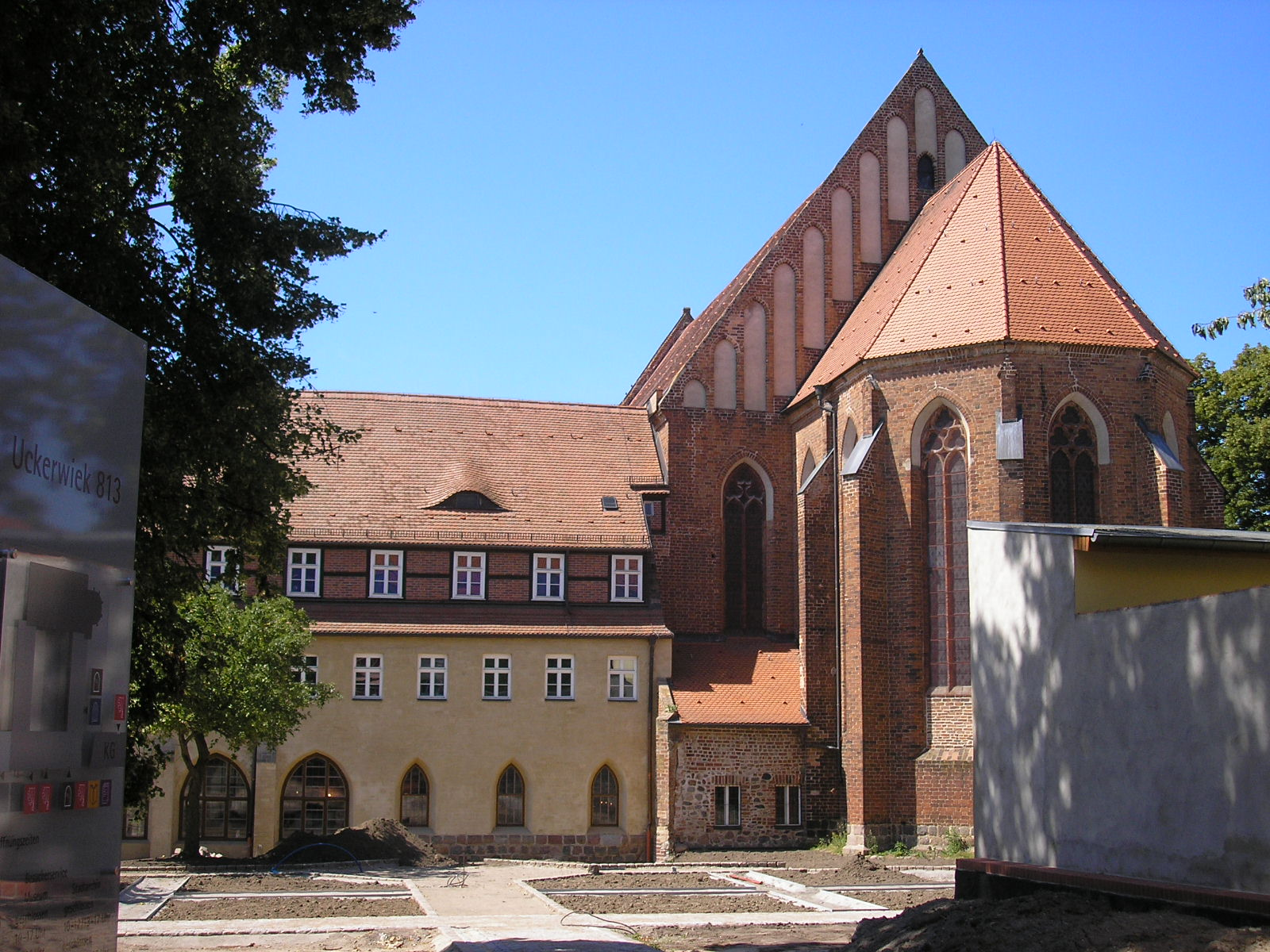
Voormalig Dominicanenklooster
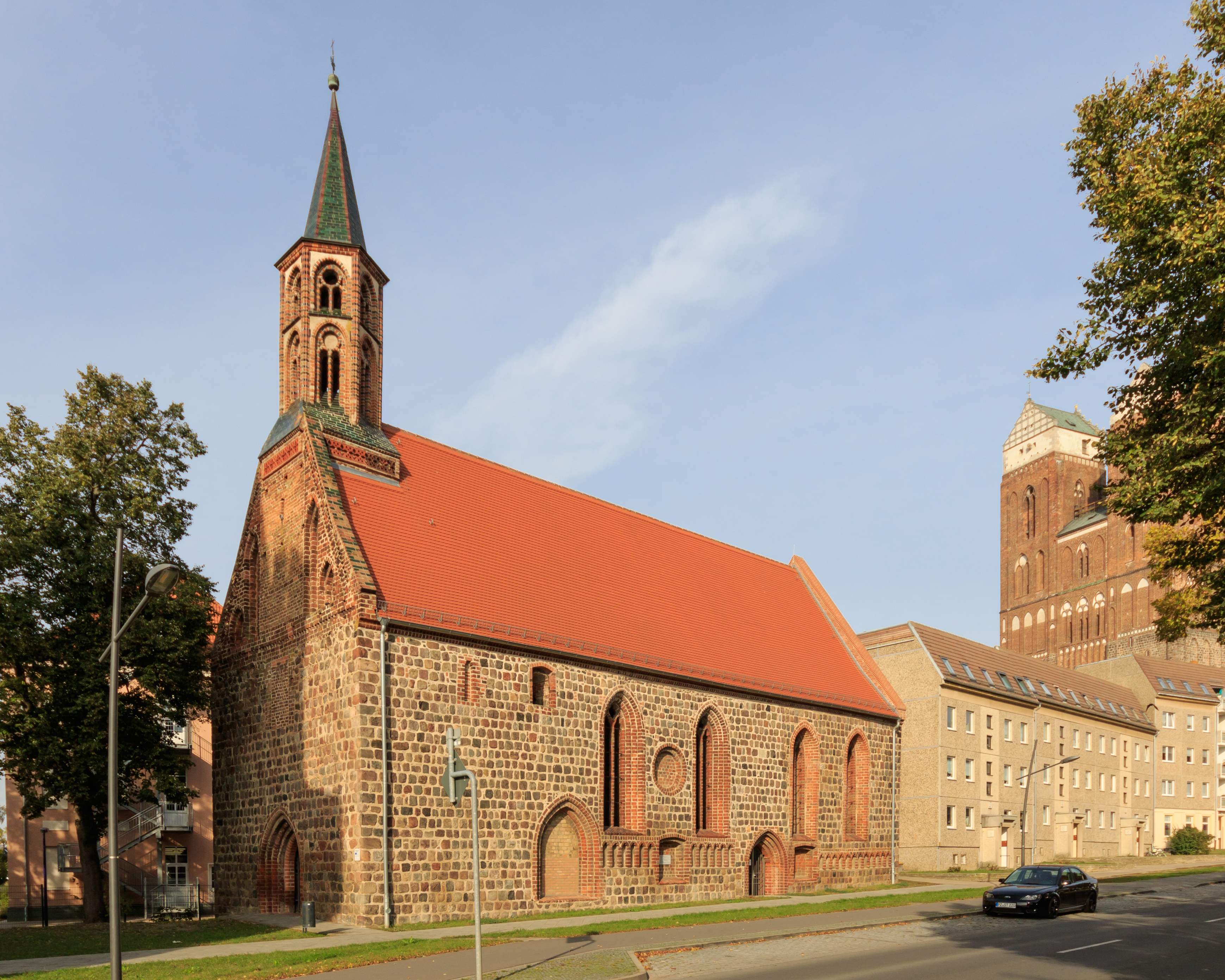
Heilige-Geestkapel
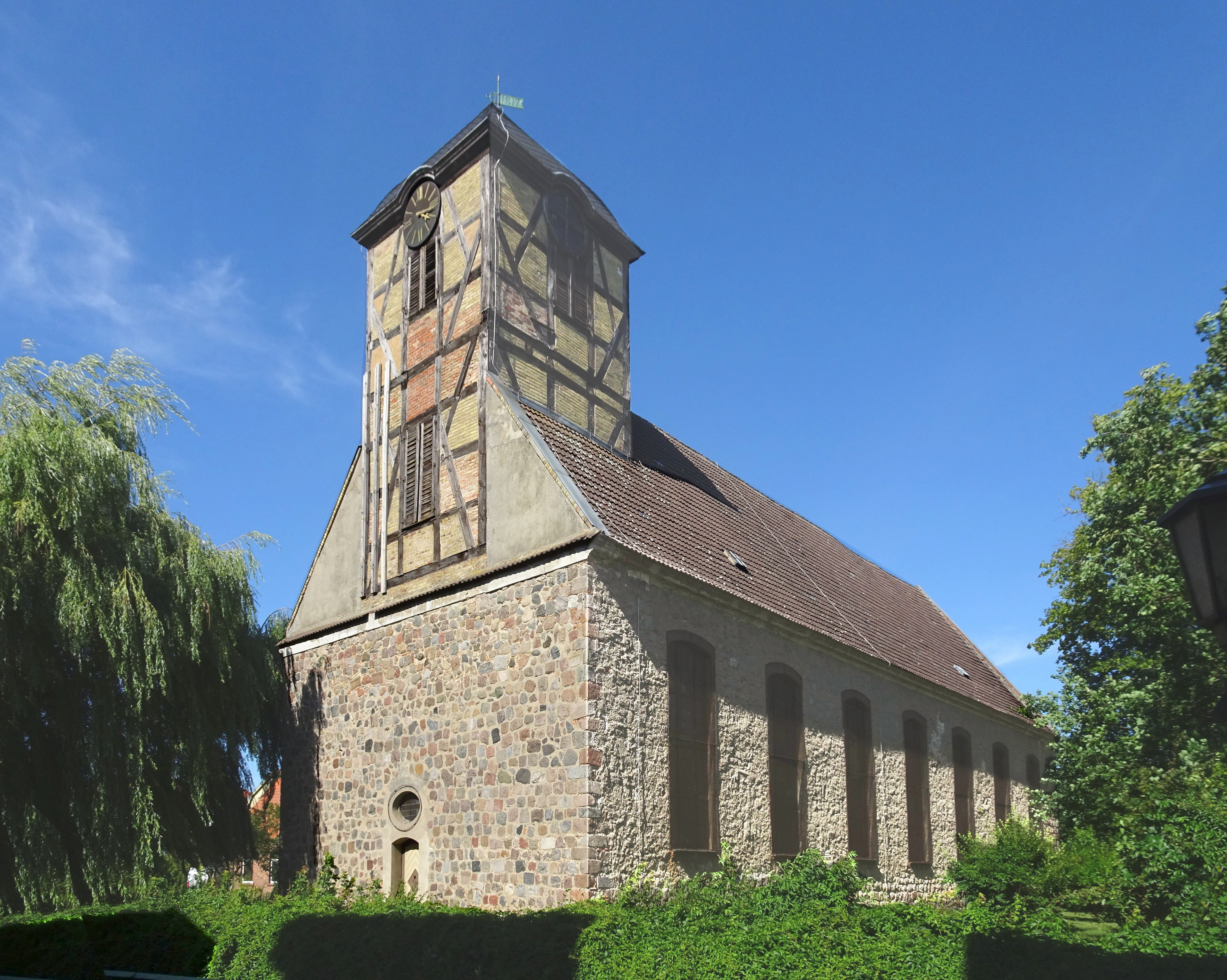
Sabinuskerk (1817)
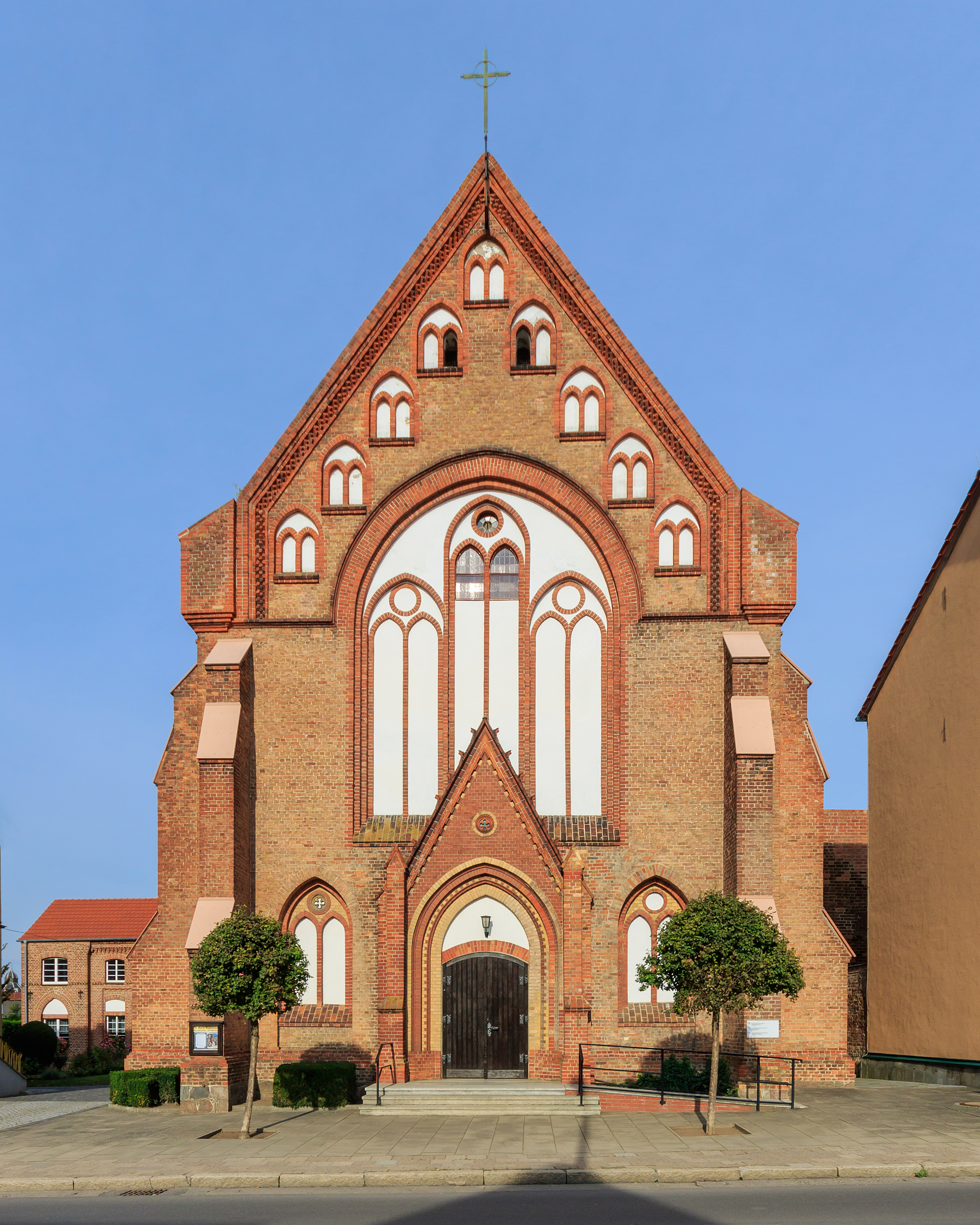
R.K. Maria-Magdalenakerk (1892; herbouwd 1952)
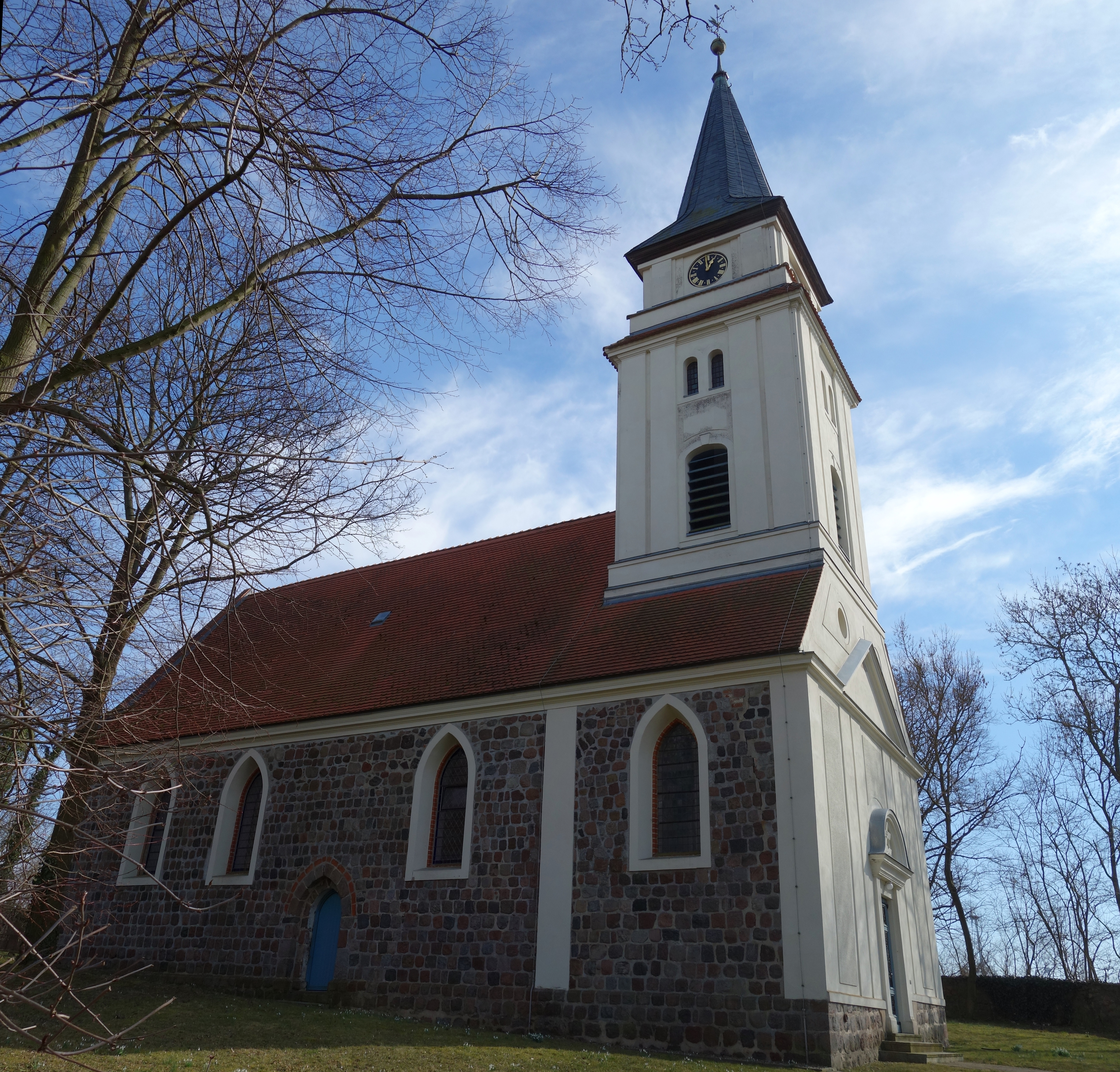
Dorpskerk te Blindow
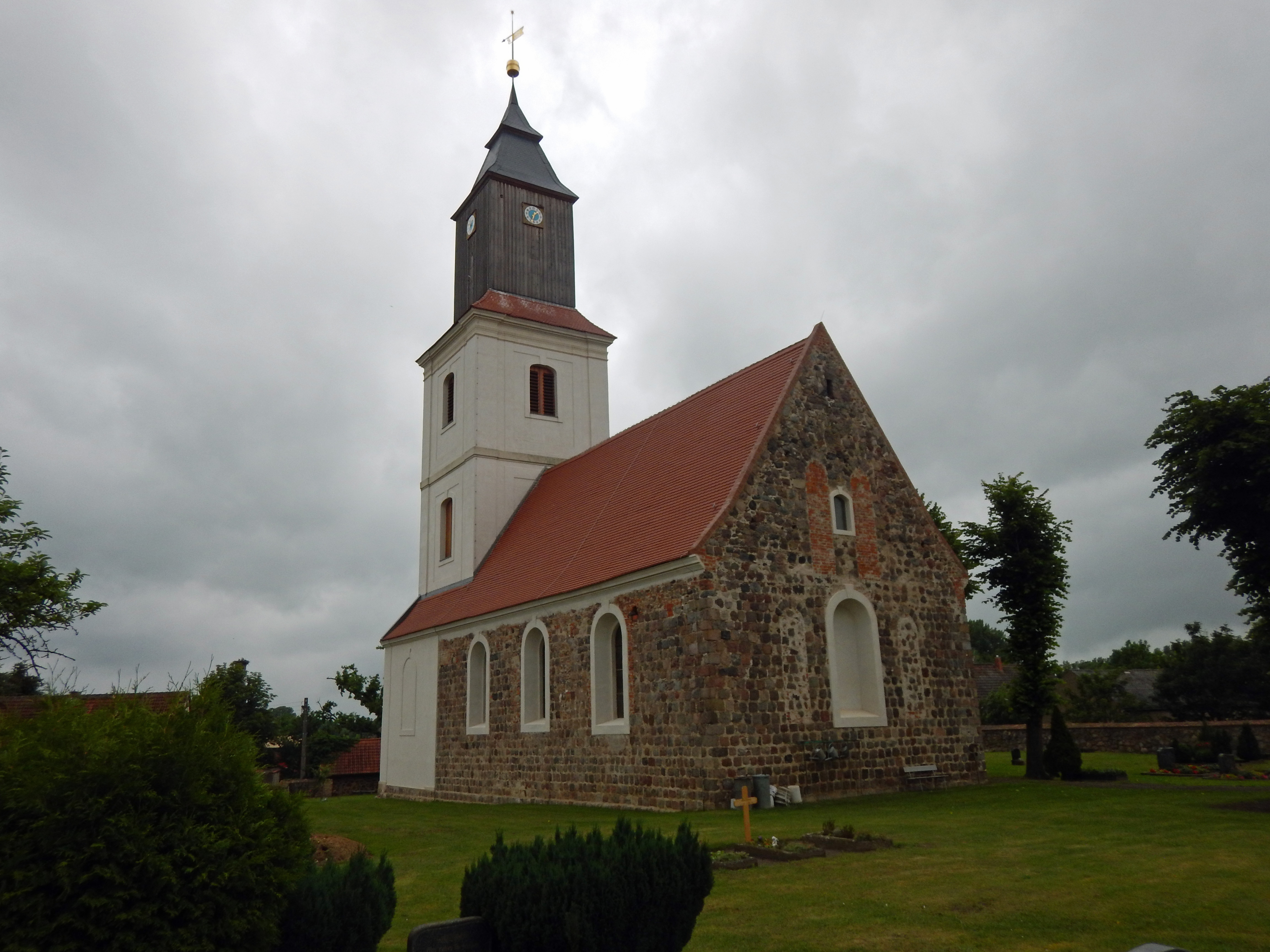
Dorpskerk te Dauer
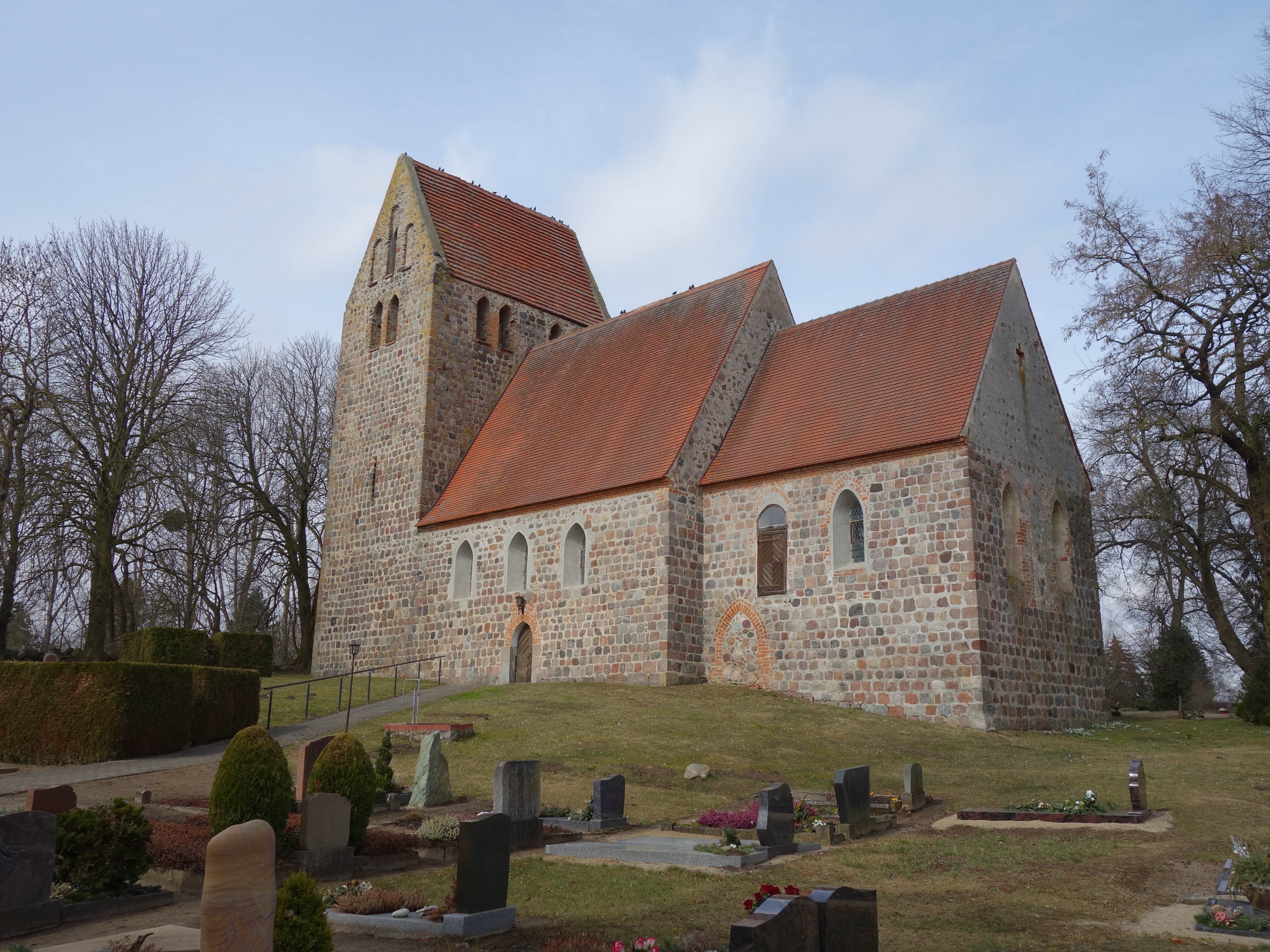
Dorpskerk te Dedelow
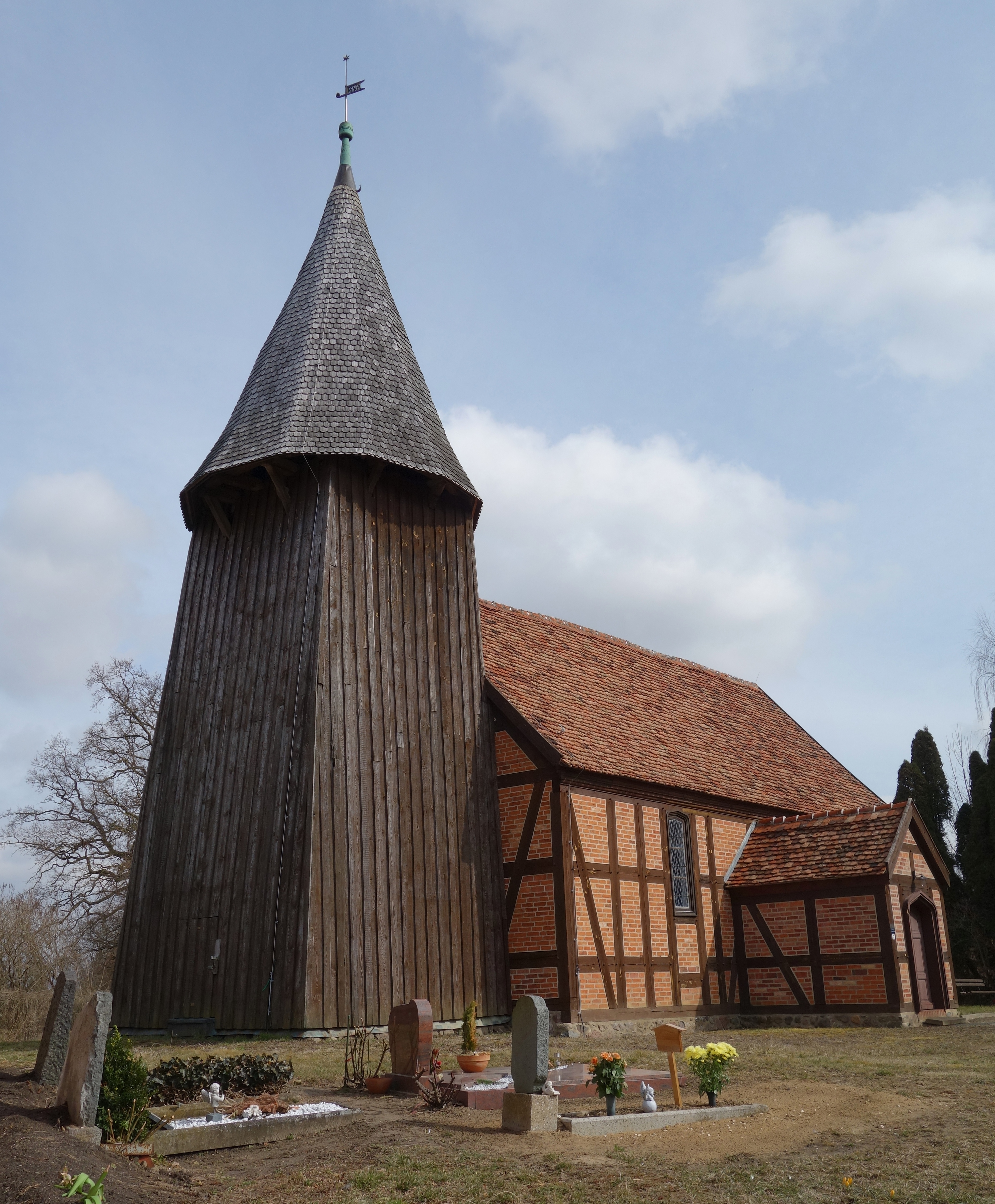
Dorpskerk te Ellingen, onder Dedelow
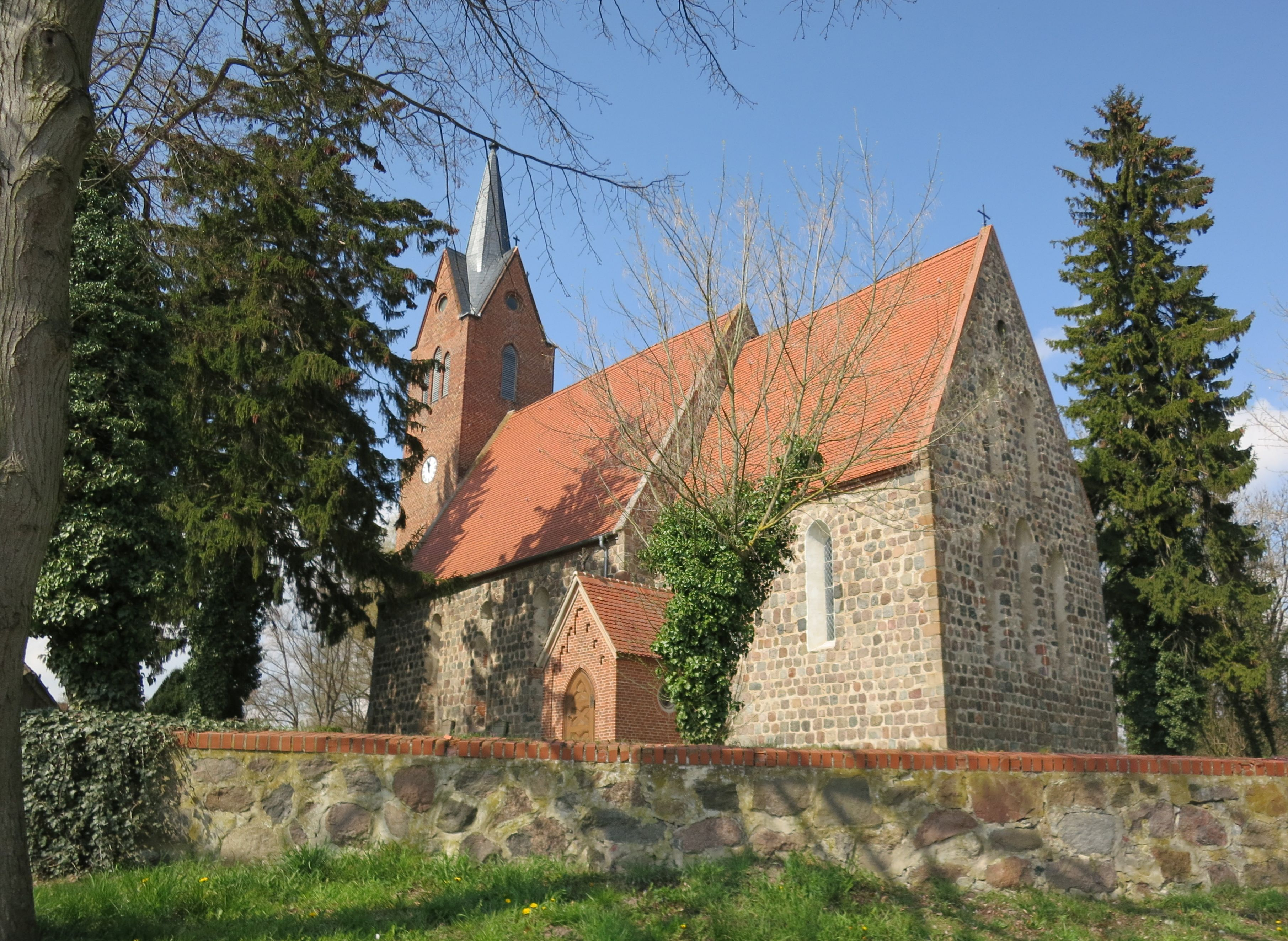
Dorpskerk te Güstow
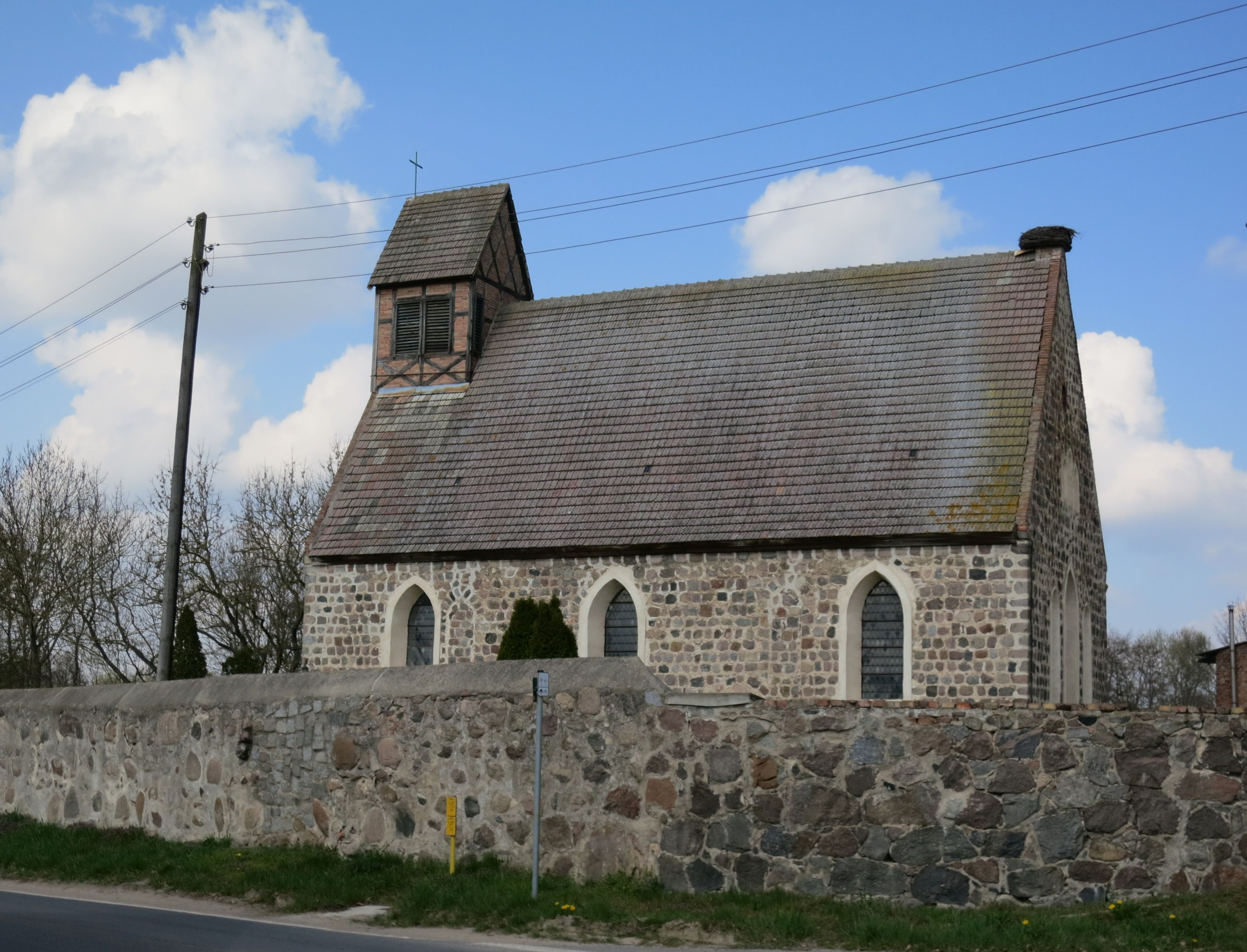
Dorpskerk te Klinkow
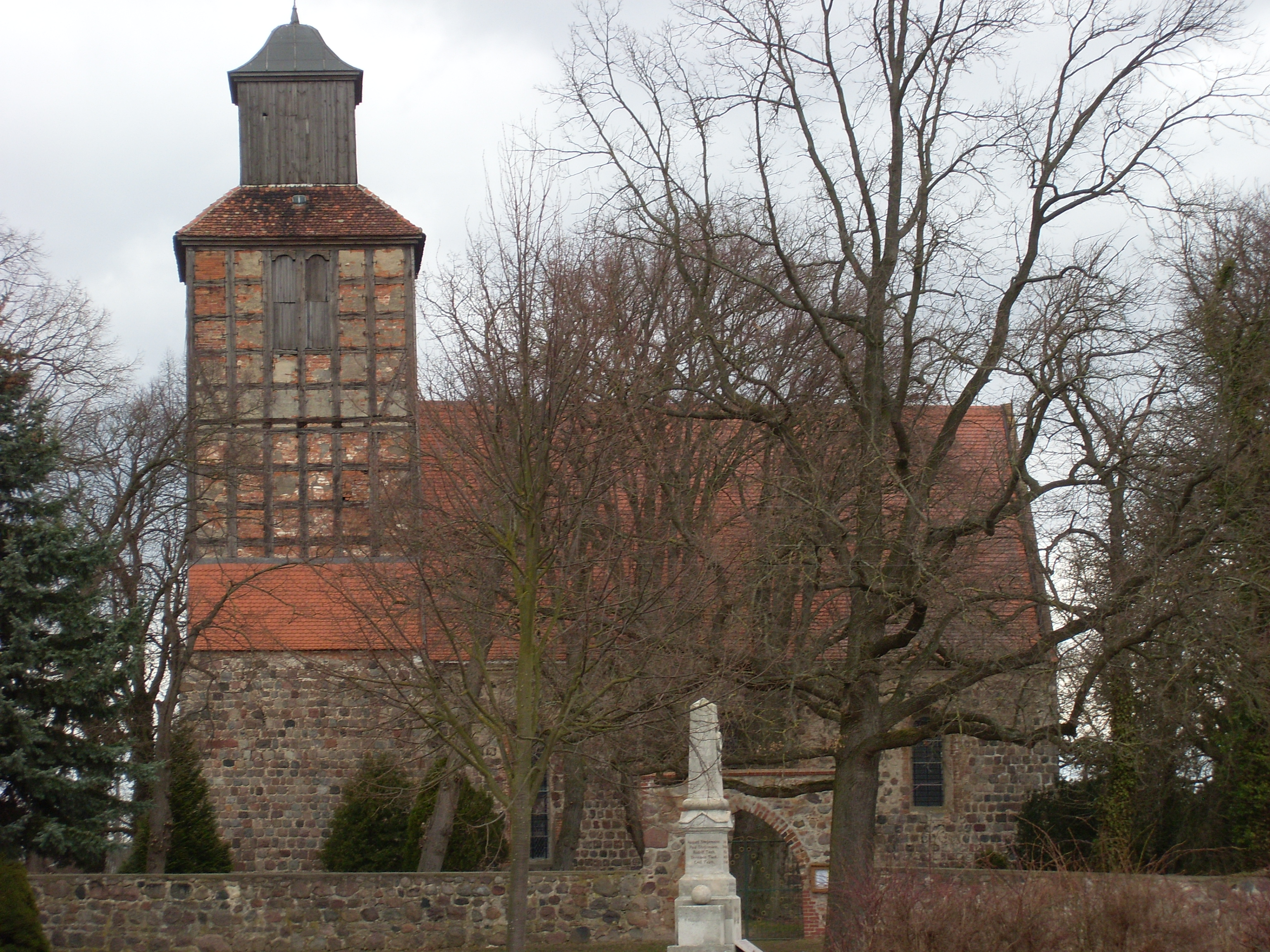
Dorpskerk te Schönwerder
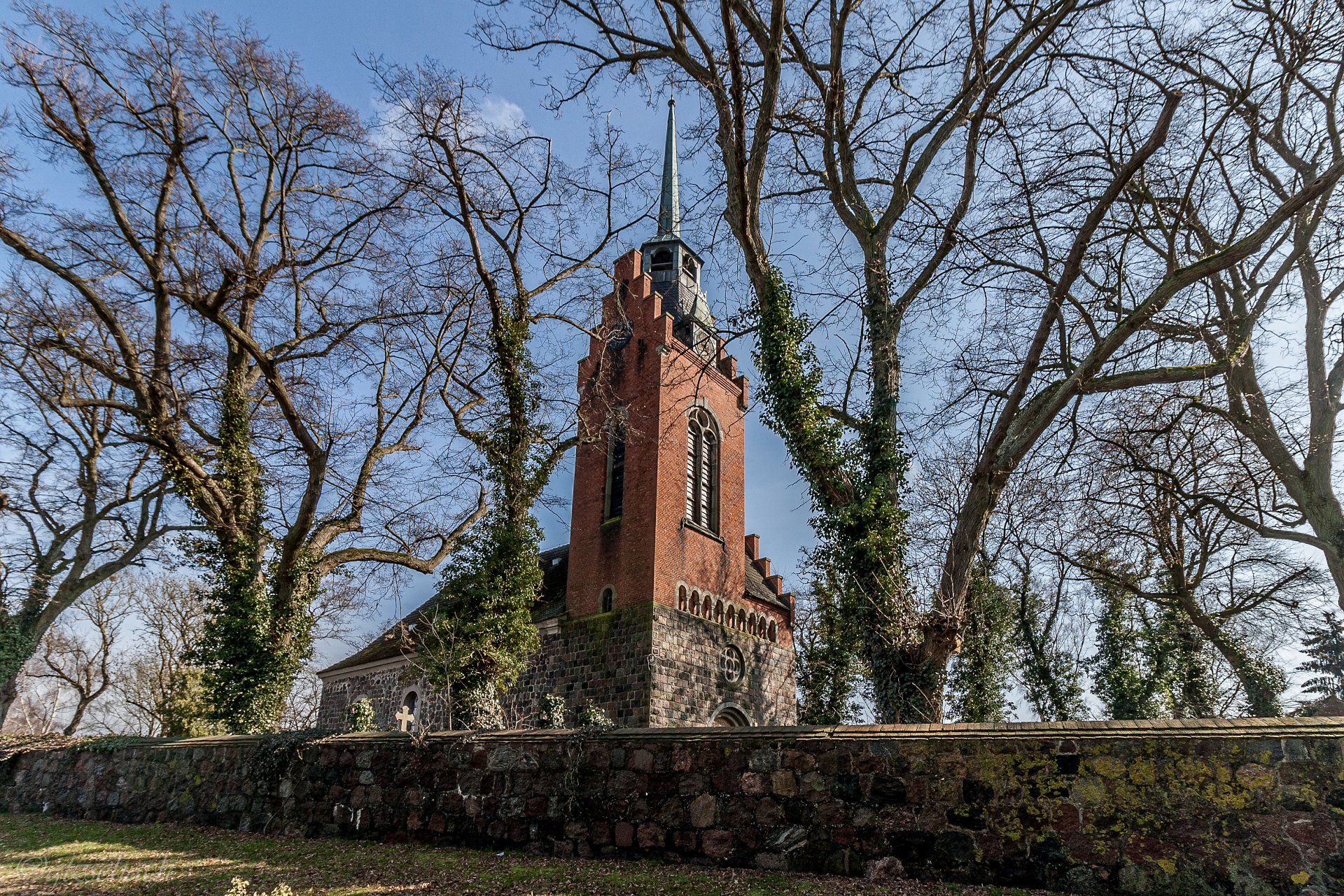
Dorpskerk te Seelübbe

### Overige

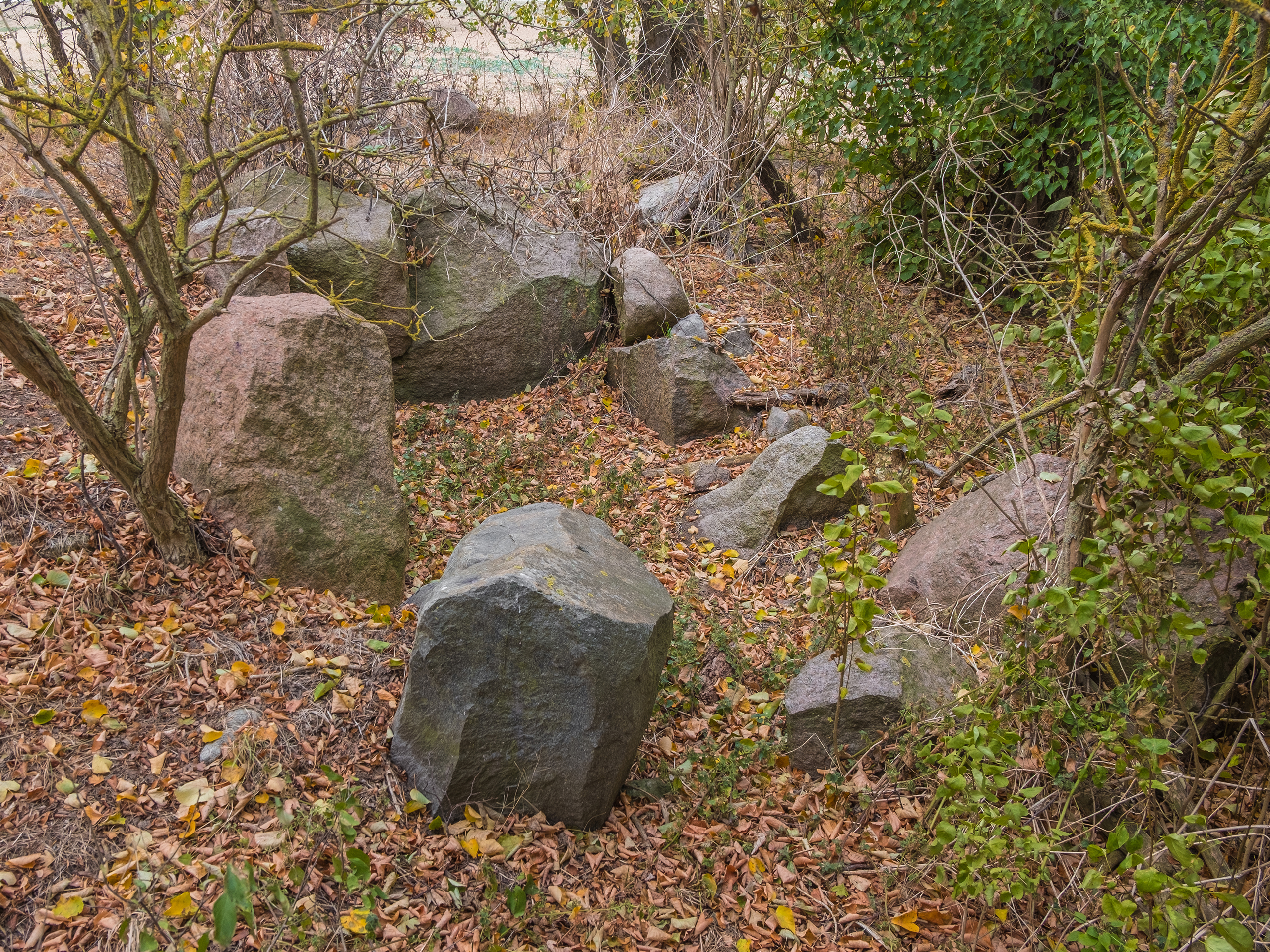
Hunebed bij Steinfurth onder Dedelow
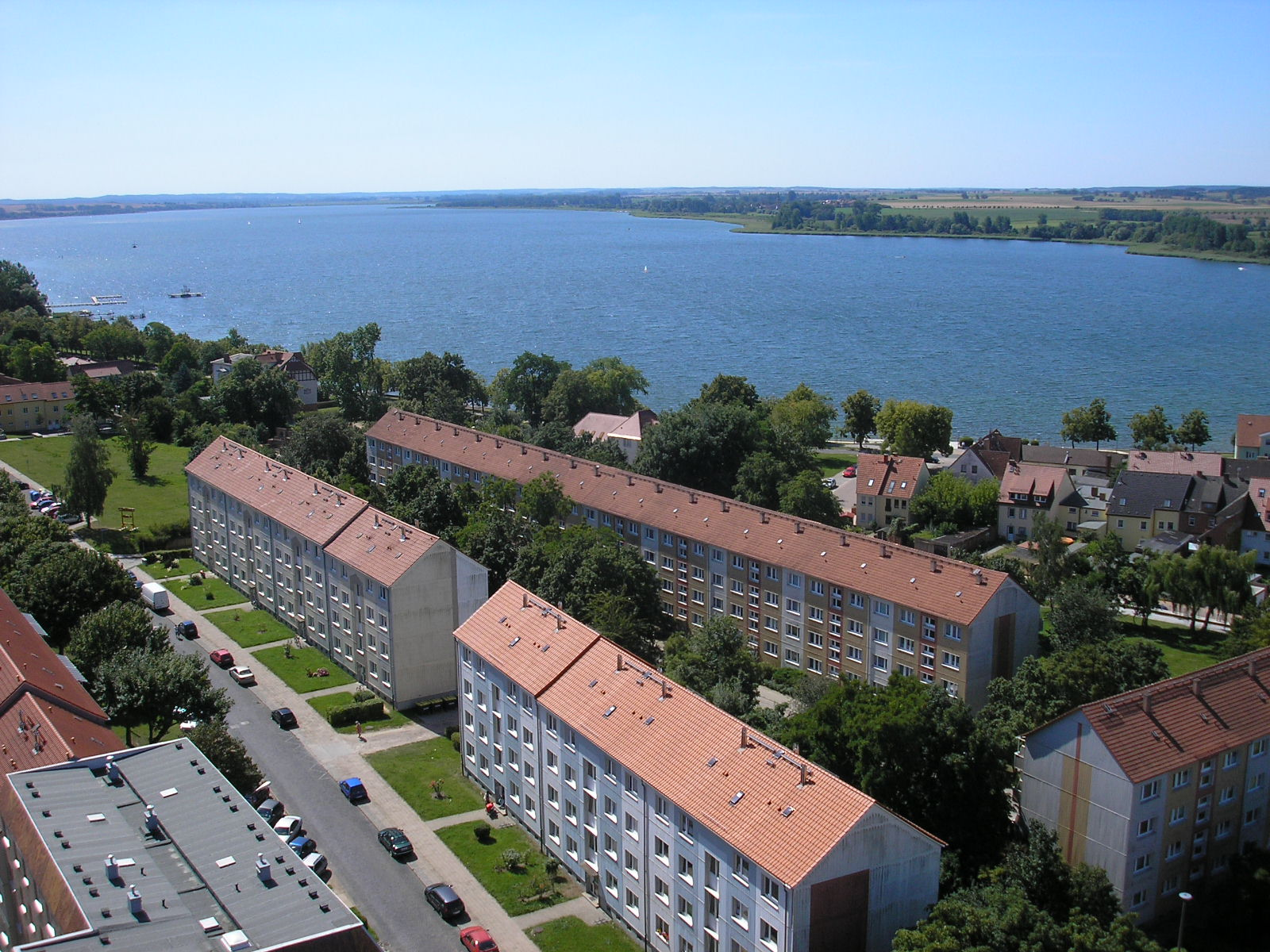
De Unteruckersee bij Prenzlau
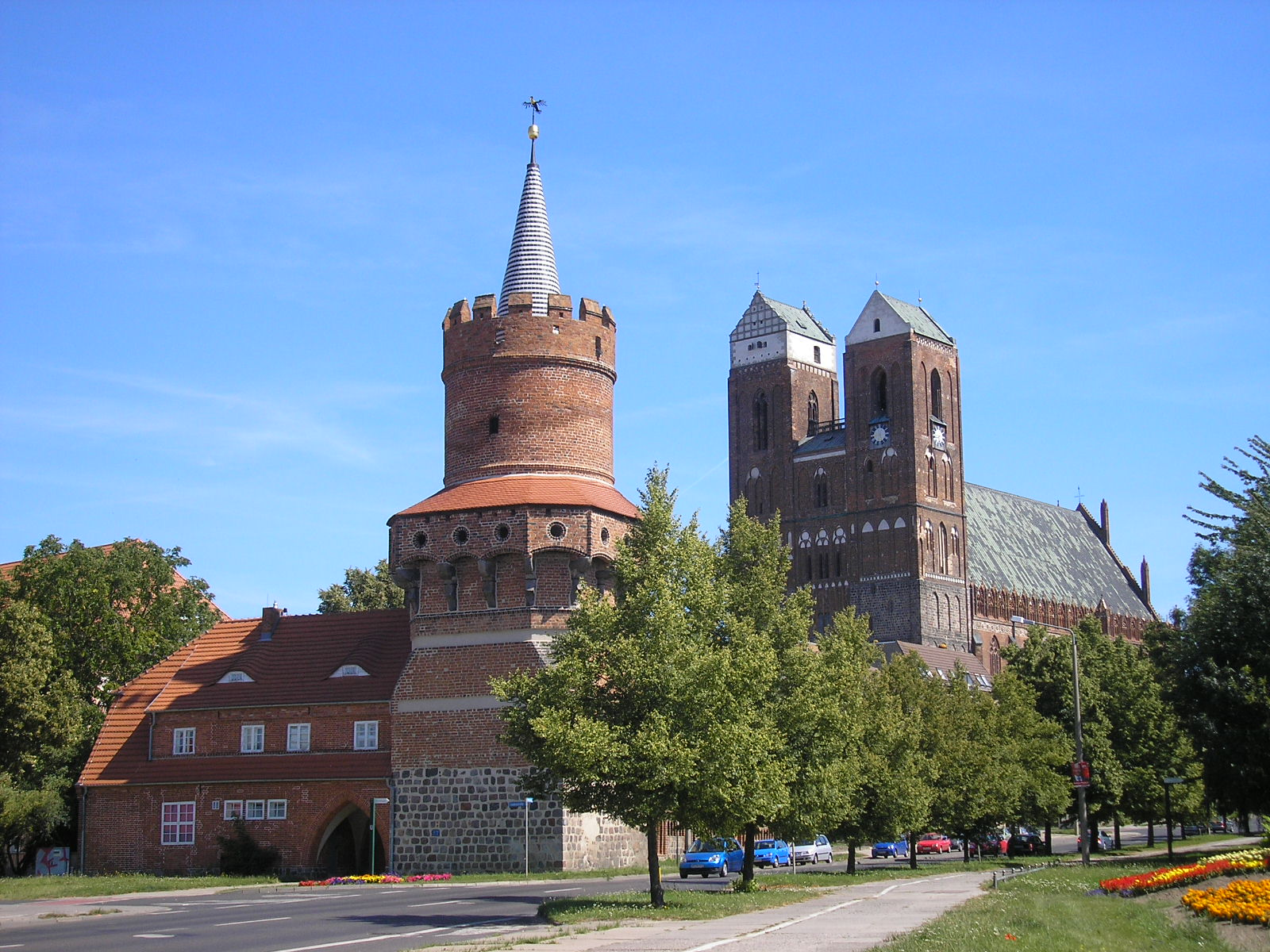
Stadspoort met toren Mitteltor, op de achtergrond de Mariakerk
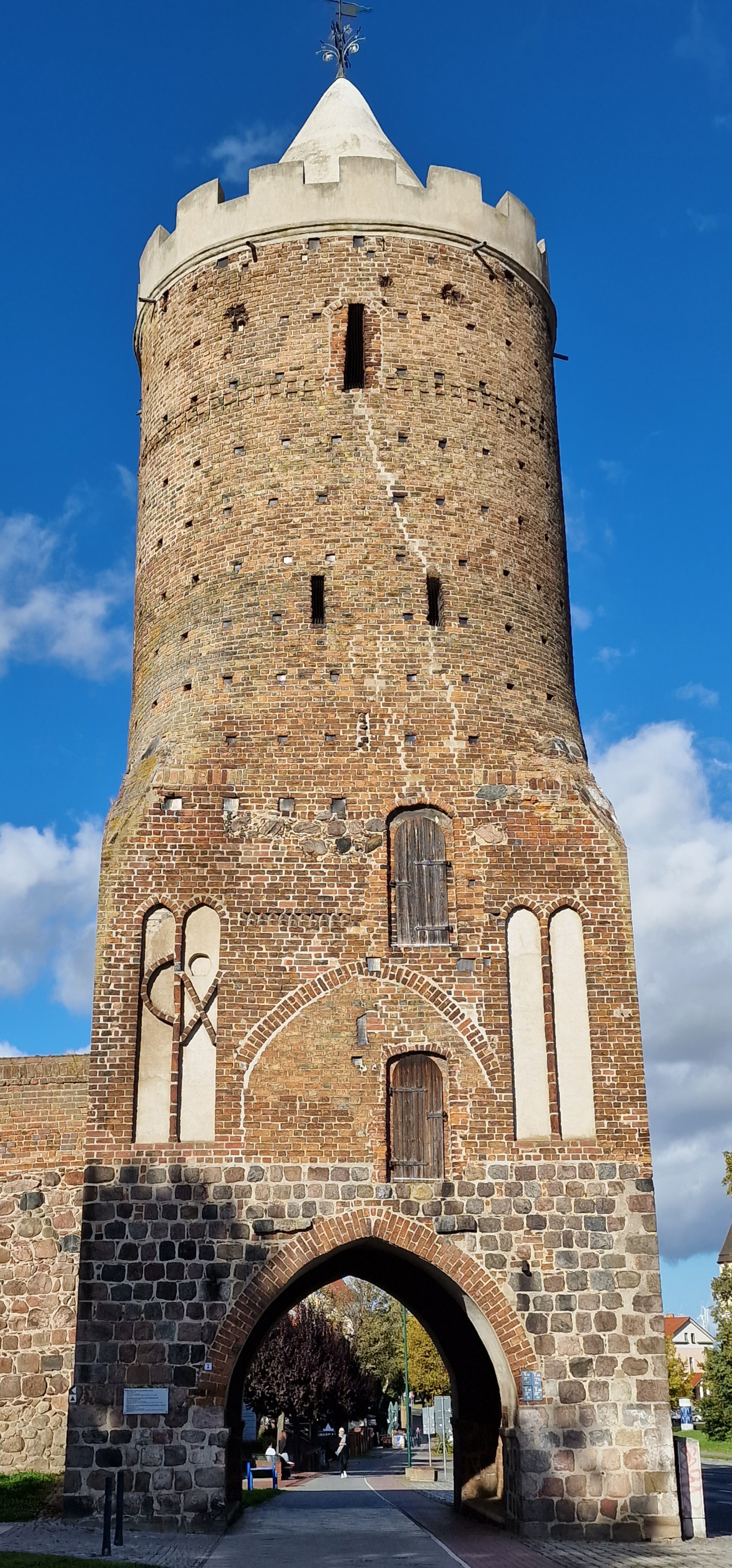
Stadspoort Stettiner Tor
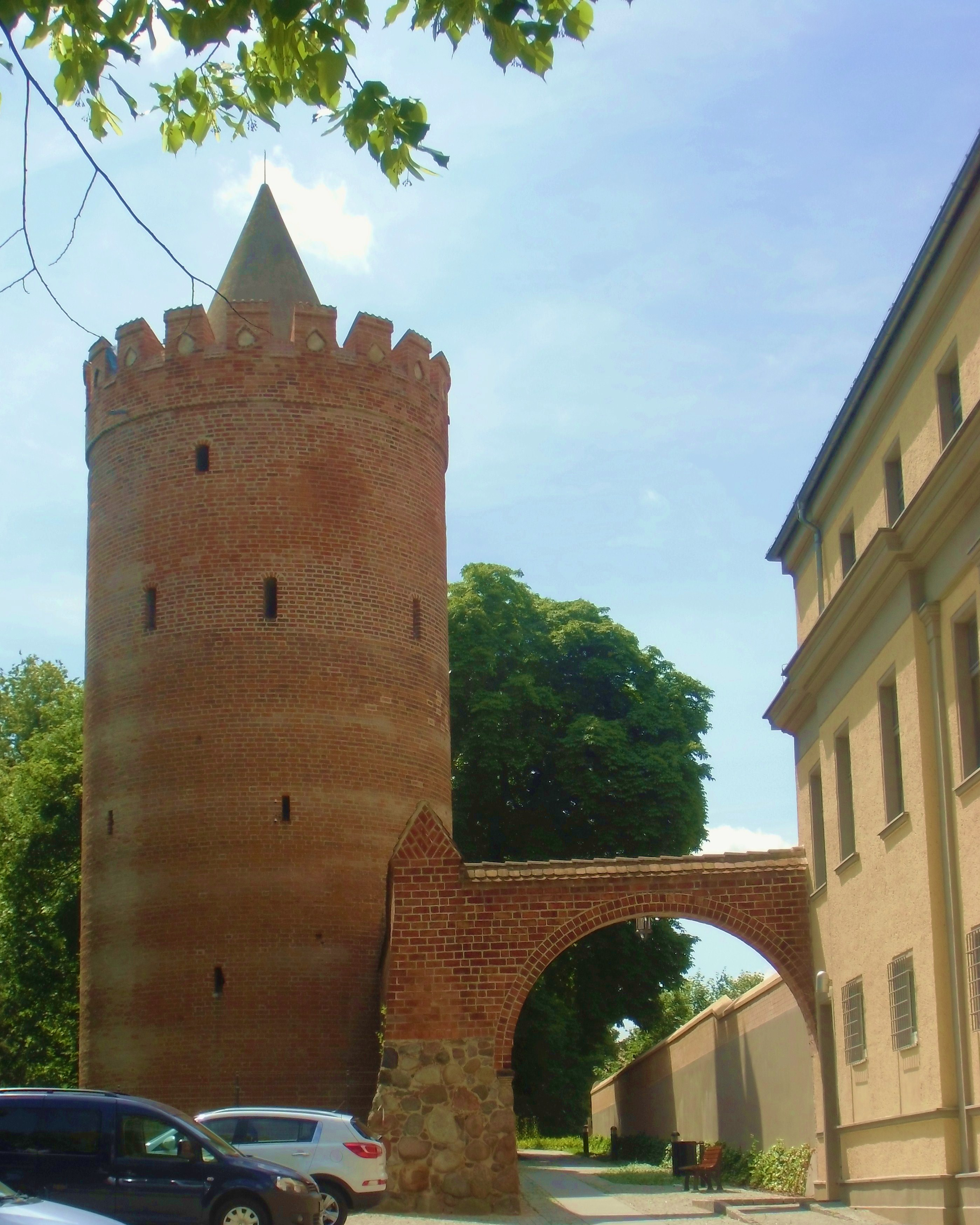
Stadstoren Hexenturm
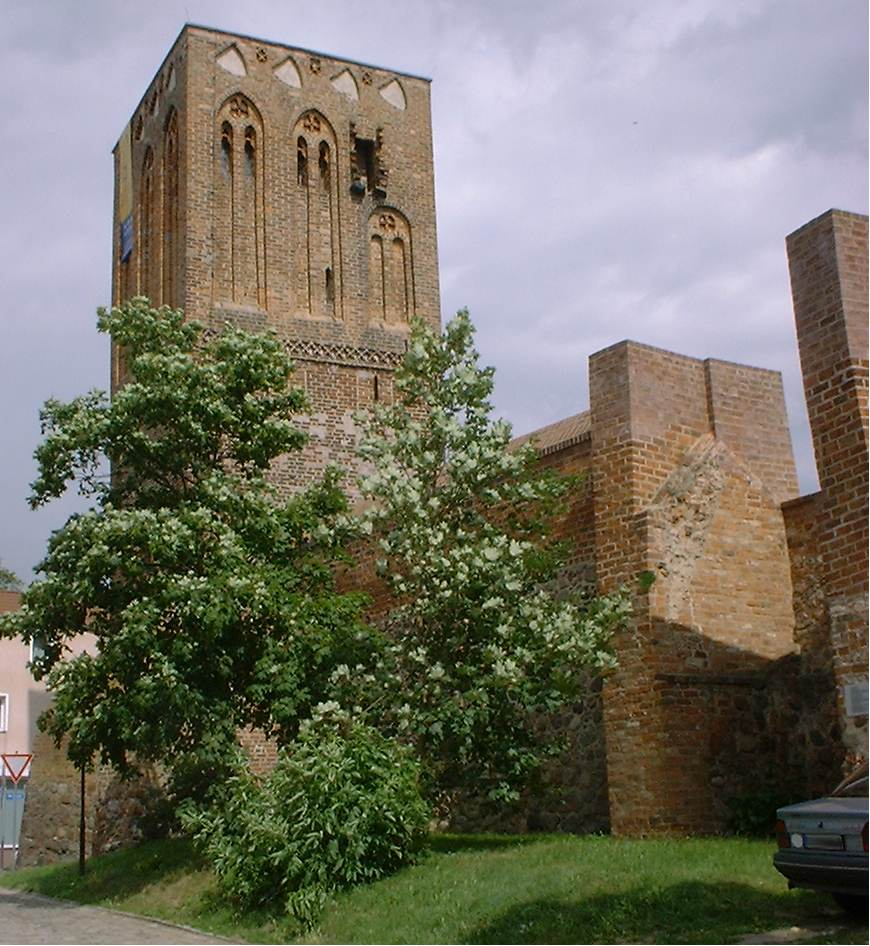
Toren van de stadspoort Schwedter Tor en gedeelte stadsmuur
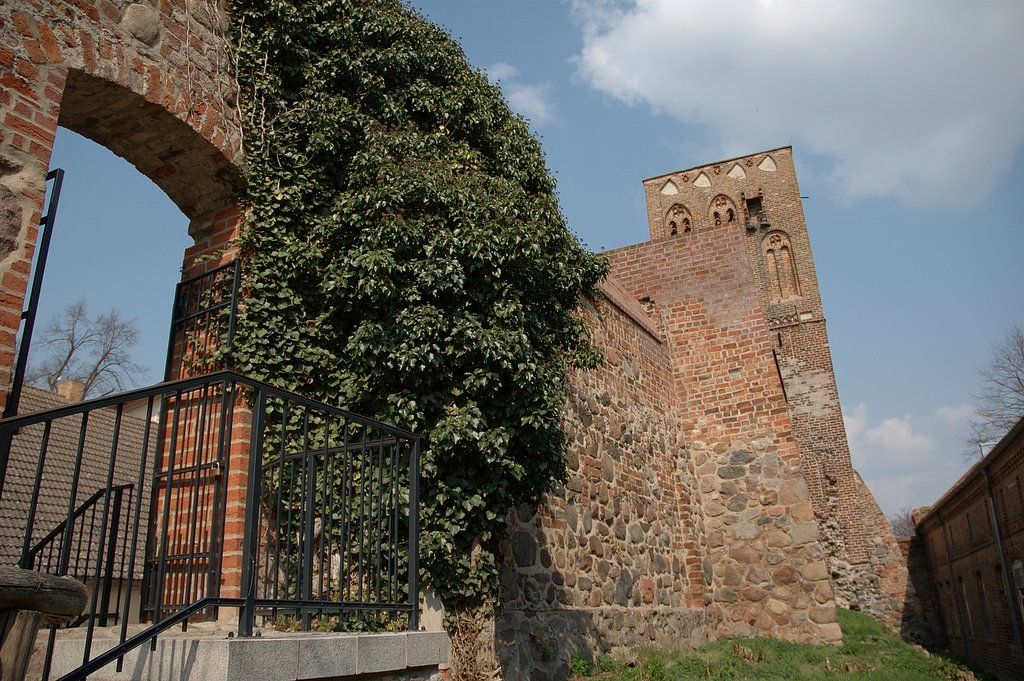
Gedeelte stadsmuur
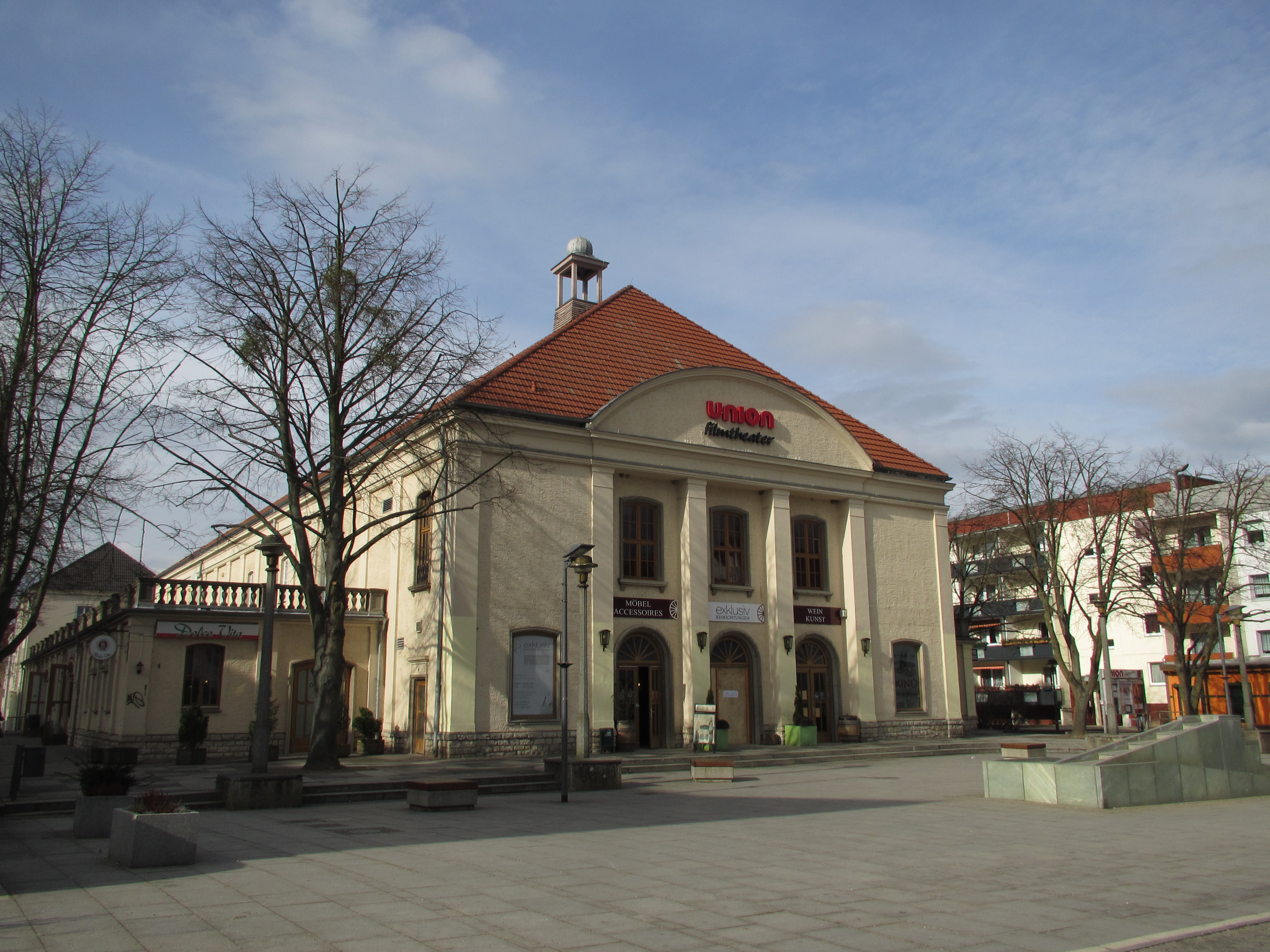
Filmtheater
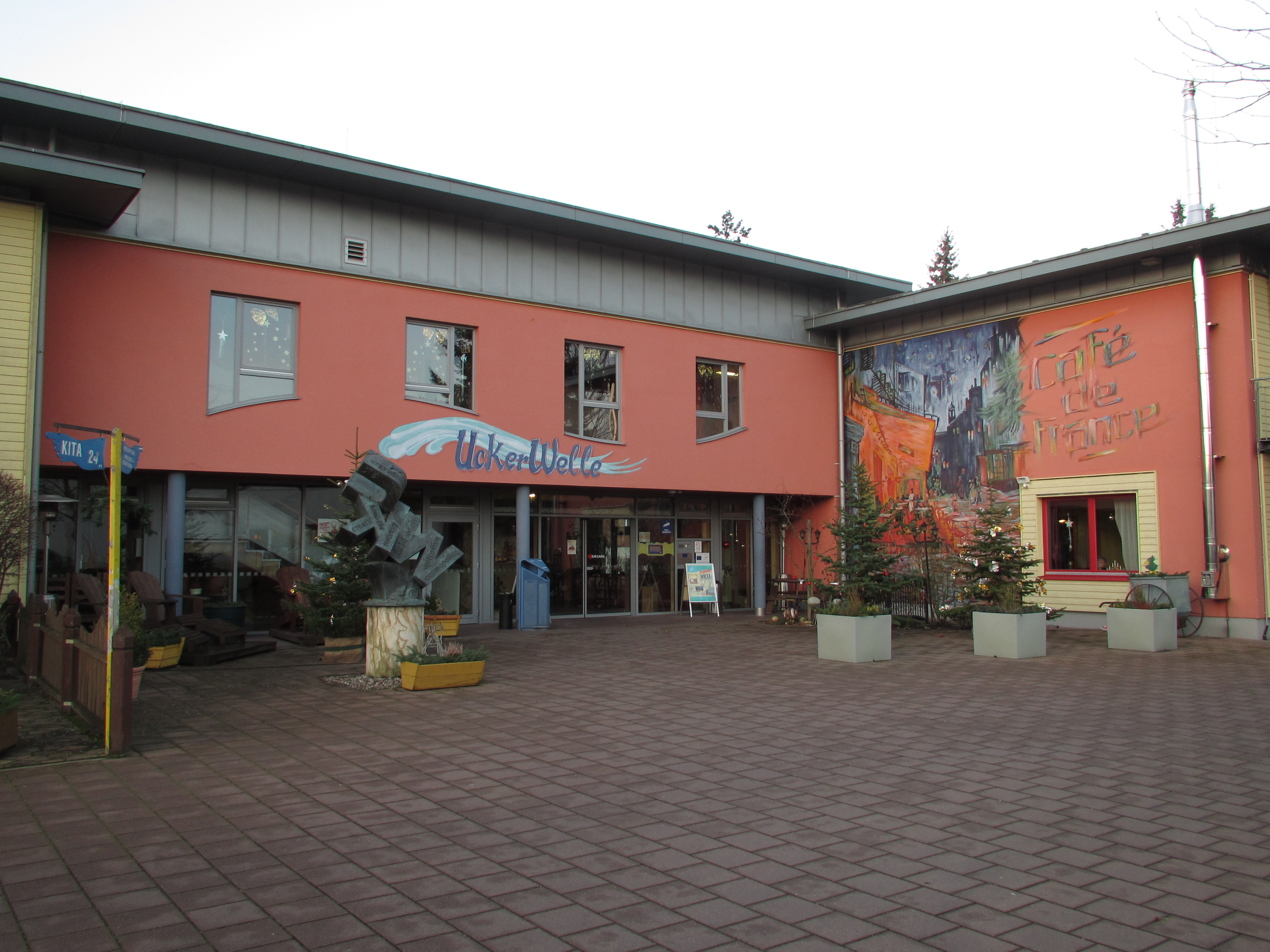
Jeugdherberg
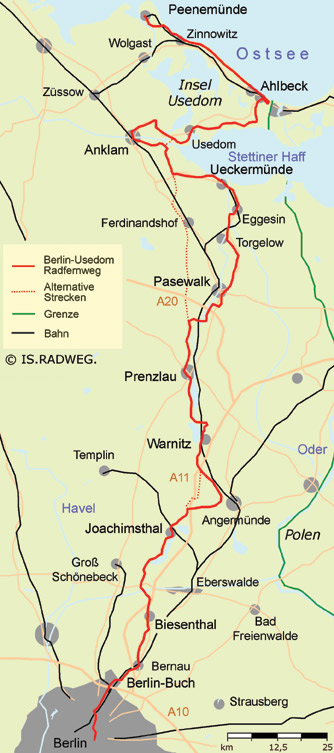
Routekaart langeafstands-fietsroute Berlijn-Usedom

## Geboren in de gemeente Prenzlau

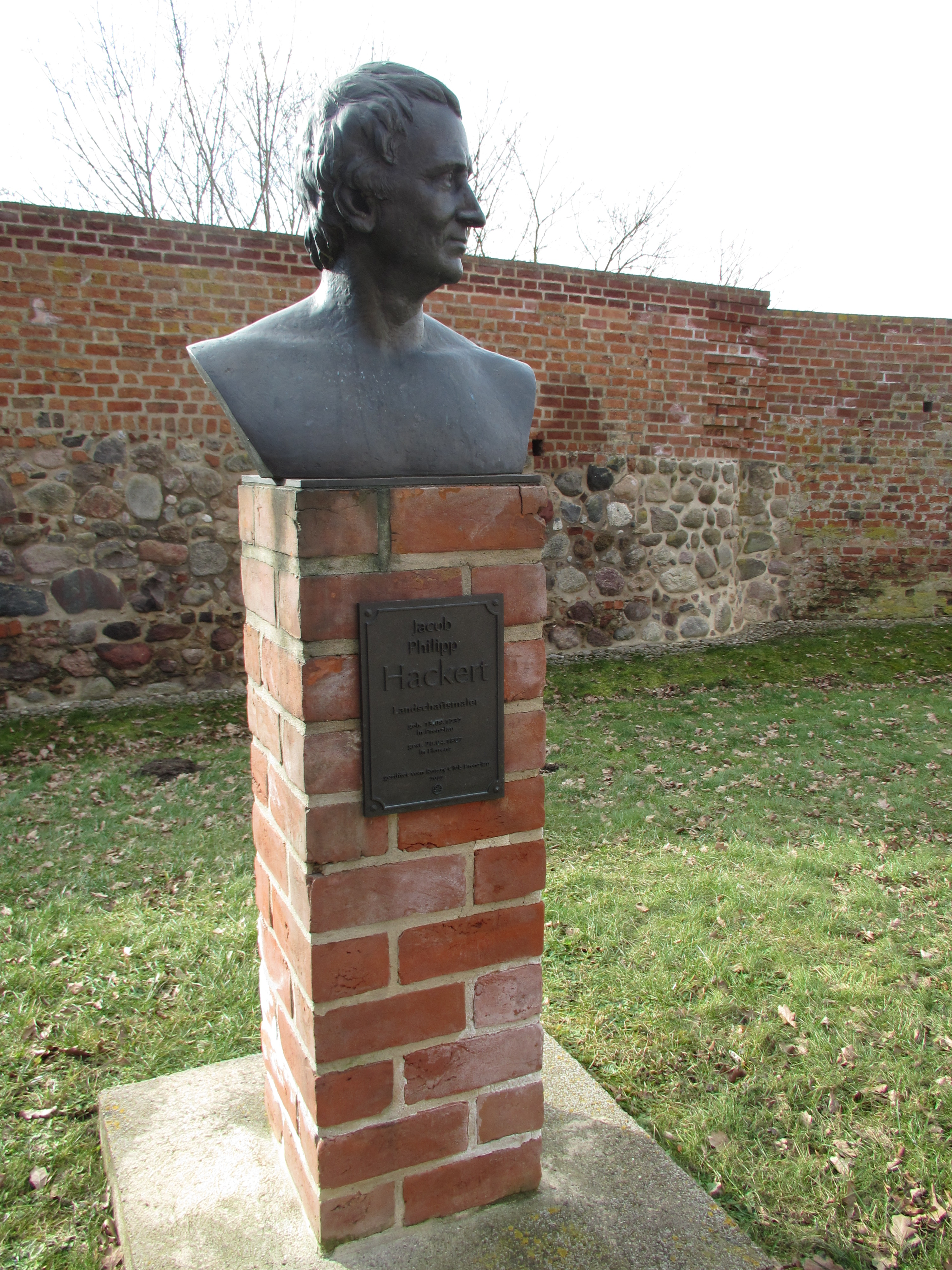
Buste van Philipp Hackert te Prenzlau

- Christian Friedrich Schwan (geb. 12 december 1733; overl. 29 juni 1815 in Heidelberg), uitgever en boekhandelaar; bevriend met Friedrich von Schiller; woonde lange tijd te Mannheim, waar zijn huis en uitgeverij belangrijke literaire ontmoetingsplaatsen waren; woonde ook korte tijd in Den Haag; gaf een belangrijk Frans-Duits en een Duits-Frans woordenboek uit.
- Prenzlau is de geboortestad van Jakob Philipp Hackert (1737–1807), schilder en vriend van Goethe. Enkele van zijn werken zijn te zien in het museum in het voormalige Dominicanenklooster te Prenzlau.
- Frederika Louisa van Hessen-Darmstadt (1751-1805), koningin van Pruisen
- Lodewijk I van Hessen-Darmstadt (1753-1830), groothertog van Hessen-Darmstadt
- Amalia van Hessen-Darmstadt (1754-1832, prinses van Baden
- Wilhelmina Louisa van Hessen-Darmstadt (1755-1776), grootvorstin van Rusland
- Johannes Schmidt (1843-1901), taalkundige
- Paul Hirsch (geb. 17 november 1868; overl. 1 augustus 1940 in Berlijn), SPD-politicus van joodse afkomst, minister-president van de Vrijstaat Pruisen van 1918 tot 1920; door de nazi's tot huisarrest veroordeeld en aan ondervoeding gestorven
- Gustav Mayer (geb. 4 oktober 1871; overl. 21 februari 1948 in Londen), journalist en historicus van de arbeidersbeweging, verbonden aan het Internationaal Instituut voor Sociale Geschiedenis (IISH)[10] te Amsterdam, waar hij van 1933-1936 heeft gewoond; was ook al vóór de Eerste Wereldoorlog als journalist vaak in België en Nederland werkzaam.
- Max von Schenckendorff (1875-1943), Duits generaal
- Carola Zirzow (15 september 1954), kanovaarster
- Brigitte Rohde (8 oktober 1954), DDR-atlete (Olympisch goud in 1976 op de 4 x 400 m estafette)
- Christiane Wartenberg (1956), DDR-atlete (Olympisch zilver in 1980 op de 1500 m)

## Demografie
- Ontwikkeling van de bevolking sinds 1875 binnen de huidige grenzen (blauwe lijn: Bevolking; stippellijn: Vergelijking van de ontwikkeling van de bevolking van de deelstaat Brandenburg, Grijze achtergrond: tijdens de nazi-regering, Rode achtergrond: tijdens de communistische regering)
- Recente ontwikkeling van de bevolking (blauwe lijn) en prognoses (stippelijn)

| Jaar | Inwoners |
| ---- | -------- |
| 1875 | 18 512   |
| 1890 | 20 823   |
| 1910 | 24 327   |
| 1925 | 24 572   |
| 1939 | 27 697   |
| 1950 | 22 960   |
| 1964 | 23 267   |

| Jaar | Inwoners |
| ---- | -------- |
| 1971 | 24 890   |
| 1981 | 26 020   |
| 1985 | 26 326   |
| 1990 | 25 900   |
| 1995 | 23 847   |
| 2000 | 22 737   |
| 2005 | 20 904   |

| Jaar | Inwoners |
| ---- | -------- |
| 2010 | 20 078   |
| 2015 | 19 275   |
| 2016 | 19 279   |
| 2017 | 19 110   |
| 2018 | 19 024   |
| 2019 | 18 970   |
| 2020 | 18 849   |

Gegevensbronnen worden beschreven in de Wikimedia Commons..

## Partnergemeentes
Prenzlau onderhoudt jumelages met:
- Pochvistnevo (Russisch: Похвистнево), in de Oblast Samara, Rusland (sedert 1997)
- Uster, Zwitserland (sedert 2000)
- Varėna, Litouwen (sedert 2000)
- Barlinek, Polen (sedert 2010)